# Kult Józefa Piłsudskiego

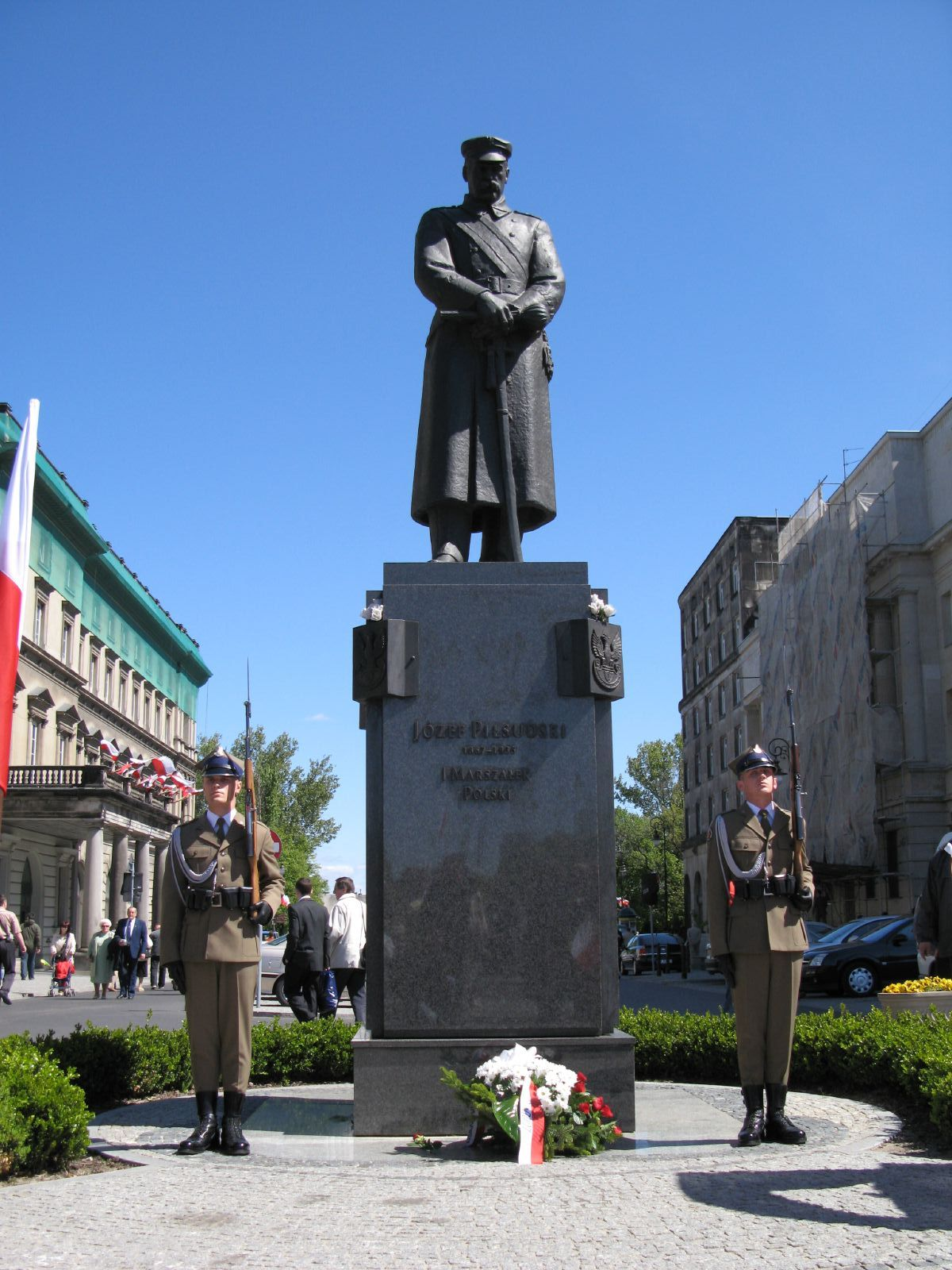
Pomnik Józefa Piłsudskiego przy placu marsz. Józefa Piłsudskiego w Warszawie

Kult Józefa Piłsudskiego – działania prowadzone w dwudziestoleciu międzywojennym, a także po zakończeniu tego okresu historii Polski, wokół osoby pierwszego marszałka Polski Józefa Piłsudskiego. Polegały na przypisywaniu Piłsudskiemu cech genialnego dowódcy, wybitnego stratega i polityka oraz wizjonera.

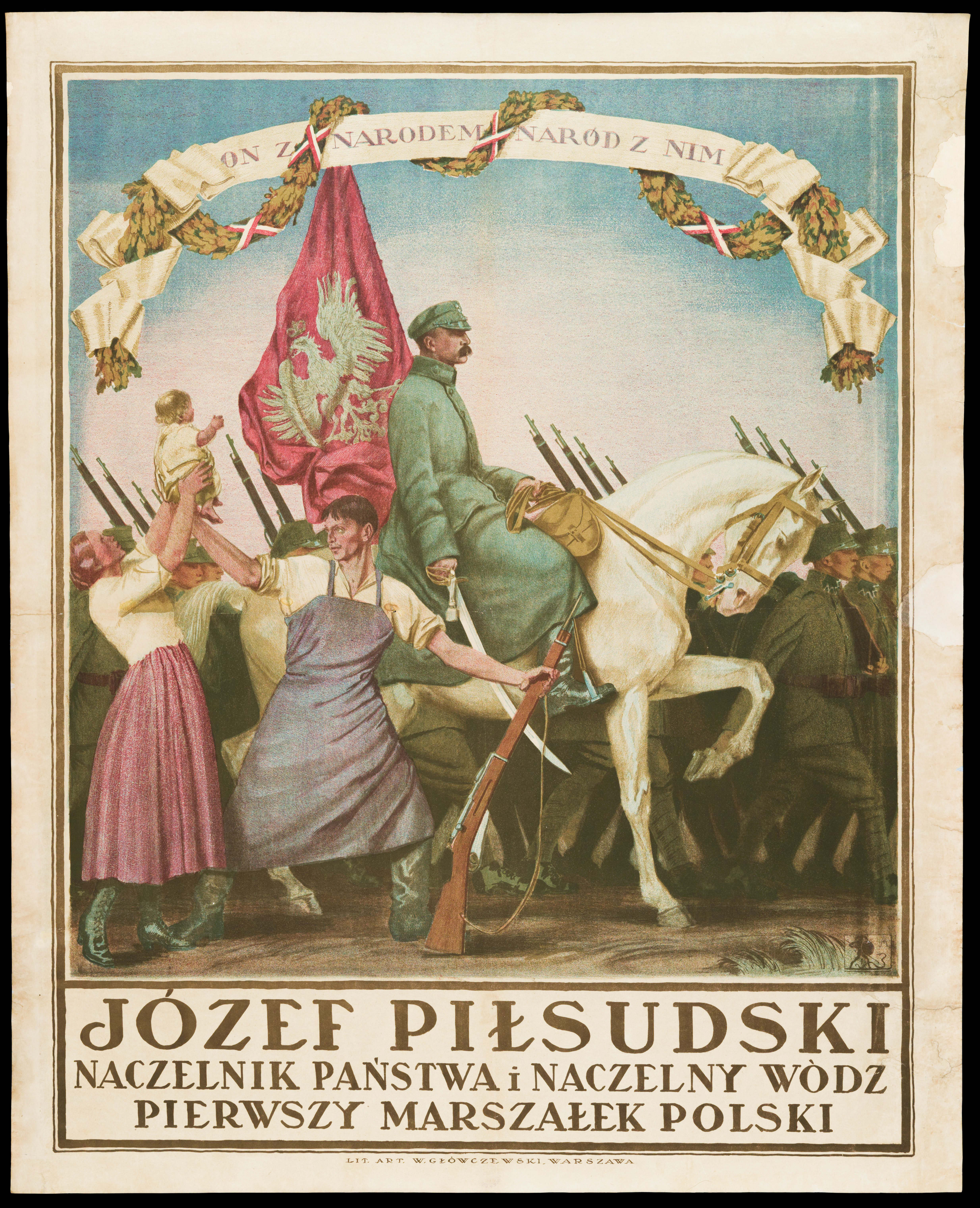
Plakat: Józef Piłsudski, lata 30.

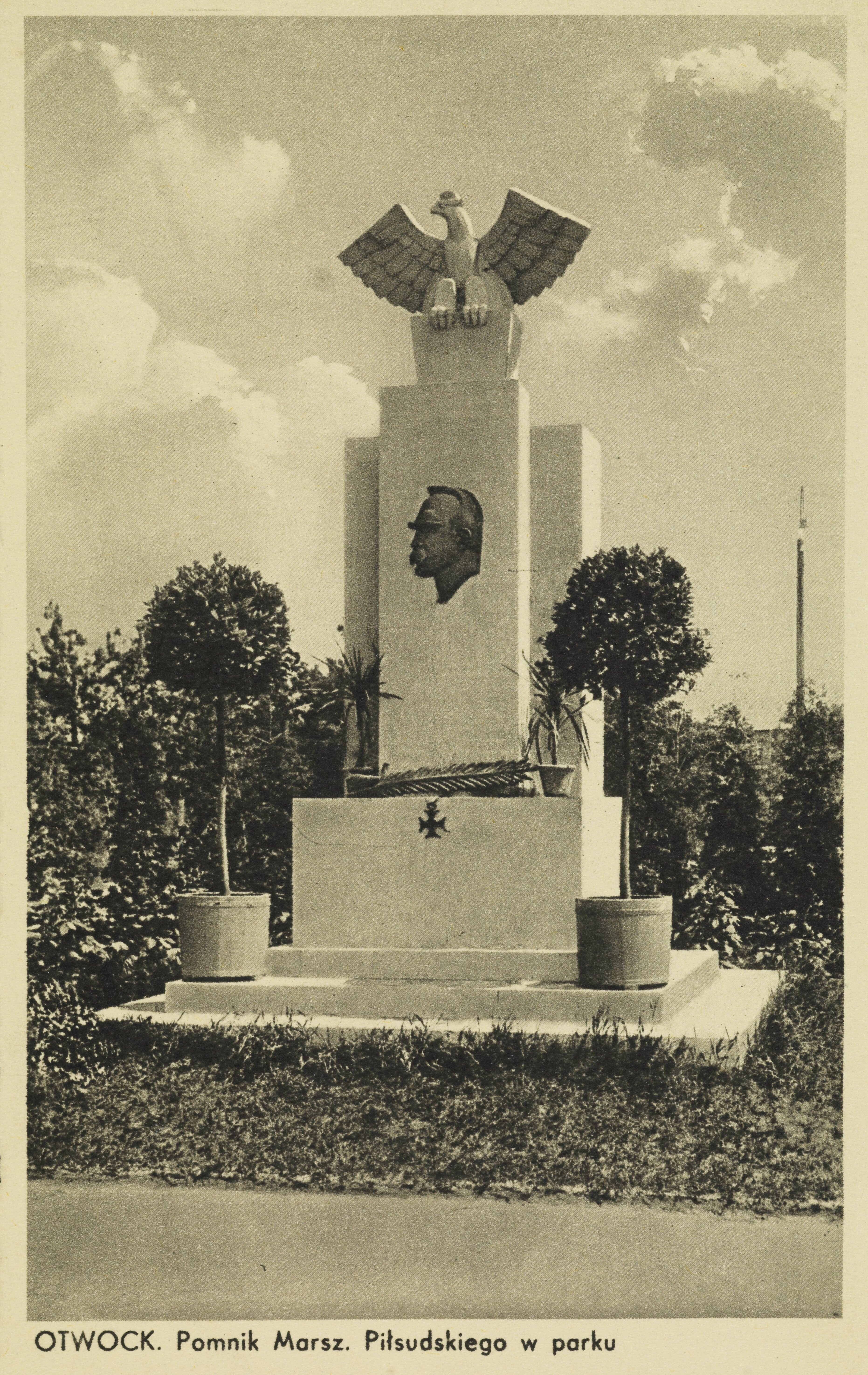
Otwock: pomnik Marsz. Piłsudskiego w parku (pocztówka z lat 30.)

Już podczas działalności w PPS i walki w Legionach, w otoczeniu przyszłego marszałka pojawiły się osoby fanatycznie mu oddane, podchodzące bezkrytycznie do jego osoby i poleceń przez niego wydawanych. Z tego środowiska wywodziła się grupa polityków rządząca II Rzecząpospolitą. Po odzyskaniu niepodległości popularność Piłsudskiego rosła, szczególnie w związku ze zwycięską wojną polsko-bolszewicką i nieudolnością kolejnych rządów. Przez swoich zwolenników był wówczas postrzegany jako jedyna osoba w Polsce, która jest w stanie wyprowadzić kraj z kryzysu politycznego i gospodarczego.
Po zamachu majowym w 1926 i wprowadzeniu rządów autorytarnych kult Piłsudskiego stał się oficjalną ideologią państwową, której rozpowszechnianie nasiliło się jeszcze po jego śmierci w 1935. Portrety Piłsudskiego wisiały na ścianach w instytucjach i urzędach państwowych. Marszałek był głównym tematem wielu utworów literackich, widniał na obrazach, był honorowym członkiem wielu organizacji, obywatelem honorowym kilkudziesięciu miast, jego imieniem nazywano instytucje, obiekty, statki, samoloty itd. Kult osoby Piłsudskiego był ważnym elementem wychowania patriotycznego, któremu poddawane były dzieci i młodzież w szkołach. W 1938 Sejm uchwalił specjalną ustawę, która pod karą więzienia zakazywała szkalowania imienia Józefa Piłsudskiego.
Podczas okupacji niemieckiej i przez większość okresu Polski Ludowej kult Piłsudskiego był zwalczany przez władze, przyczyniło się to jednak do jego wzmocnienia. W ostatniej dekadzie PRL (lata 80. XX w.) nastąpiła rehabilitacja polityczna postaci Józefa Piłsudskiego, która polegała na ponownym uznaniu jego roli w historii. W okresie rządów gen. Wojciecha Jaruzelskiego (1981-1989) Piłsudski zaczął być przedstawiany jako postać pozytywna. Podkreślano jego zasługi w odzyskaniu niepodległości i rolę w budowie państwa, ale jednocześnie krytykowano jego antybolszewickie poglądy, które według propagandy przeszkodziły w budowie „prawdziwie” socjalistycznej Polski. Od czasu transformacji systemowej (1989) Piłsudski uznawany jest za jedną z najwybitniejszych postaci w historii kraju. Jest patronem wielu ulic, placów i szkół. W tym okresie powstało również kilkanaście jego pomników.

## Działalność w PPS i okres legionowy

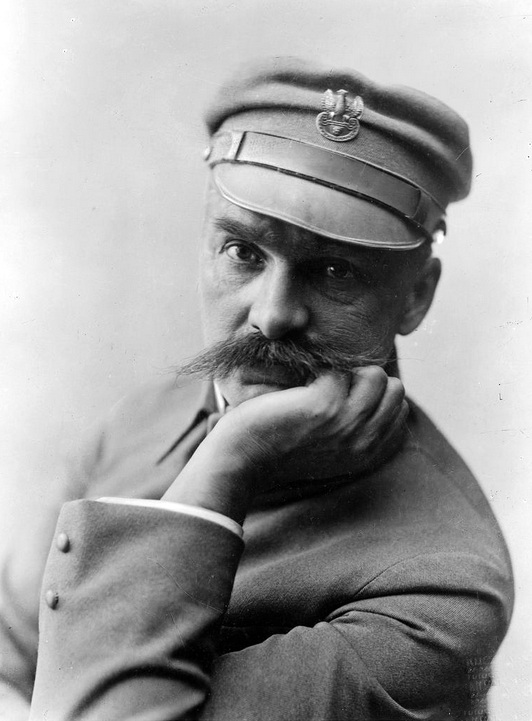
Piłsudski ok. 1916

W bezpośrednim otoczeniu Piłsudskiego grupa fanatycznie oddanych zwolenników jego osoby pojawiła się już ok. 1901. Udało mu się wówczas zbiec z carskiego Szpitala św. Mikołaja Cudotwórcy w Petersburgu, gdzie trafił z więzienia, symulując chorobę psychiczną. Grupa jego zwolenników rosła, wywodzili się z niej późniejsi legioniści. Byli oni pierwszymi twórcami legendy Piłsudskiego jako niestrudzonego bojownika o niepodległość. Pozytywny obraz przywódcy był w późniejszym czasie wzmacniany – po opuszczeniu PPS i utworzeniu Frakcji Rewolucyjnej, której celem była przede wszystkim walka z zaborcami.
Wybuch I wojny światowej i utworzenie Legionów Polskich doprowadziły do specyficznej sytuacji. Polskie oddziały składały się wówczas w większości z ludzi o wyższym wykształceniu – było ich tam ok. 53%. Sam Piłsudski był znacznie starszy od swoich podkomendnych, od niektórych nawet dwukrotnie. Jego dotychczasowe dokonania wywoływały ogromny podziw u młodych żołnierzy. Kult Piłsudskiego przybierał na sile. Powstało wówczas określenie Dziadek, ponieważ dowódca postrzegany był często jako opiekun legionistów. Przez kolejne dziesięciolecia w stosunku do Piłsudskiego jego dawni podkomendni używali również określenia Komendant.

Większość legionistów wierzyła nie tylko w niezwykłe zdolności strategiczne Piłsudskiego, ale wręcz w jego nieomylność. Stanisław Thugutt pisał, przedstawiając przebieg bitwy z Rosjanami w 1916, gdy pozycje legionowe były ostrzeliwane: 

Pod oknem przy telefonie rozebrany siedział Piłsudski i wydawał rozkazy głosem bardzo władczym, ale tak spokojnym, jak gdyby szło o partię szachów. Tak, tutaj był to już nie prorok, lecz wódz w całym tego słowa znaczeniu. Ten spokój jego oddziaływał na otoczenie bardzo kojąco, bo ostatecznie jeżeli Komendant siedzi w bieliźnie, nie ma mowy o katastrofie.

Kryzys przysięgowy i uwięzienie Piłsudskiego w Magdeburgu powiększyły tylko jego popularność. Pisano m.in.: 

Ale i to jest prawda święta, niezaprzeczalna, że nie masz dzisiaj ani jednego uczciwego Polaka, który by nie pragnął jego powrotu do kraju, który by nie chciał widzieć wśród nas Komendanta. (...) tak się stać powinno w Polsce, że Komendant winien otrzymać w posiadanie to pole pracy twórczej, które sam sobie dobierze.

 Grono zwolenników wciąż rosło, a oddane mu osoby bardzo często podchodziły do postaci swego byłego dowódcy w sposób bezkrytyczny. Dotyczyło to m.in. wykonywania jego poleceń – wszystkie odbierane były jako rozkazy i wykonywane jak w wojsku, nawet przez osoby cywilne. U progu niepodległości Piłsudski cieszył się tak dużą popularnością, że mógł próbować zrealizować swe koncepcje polityczne.

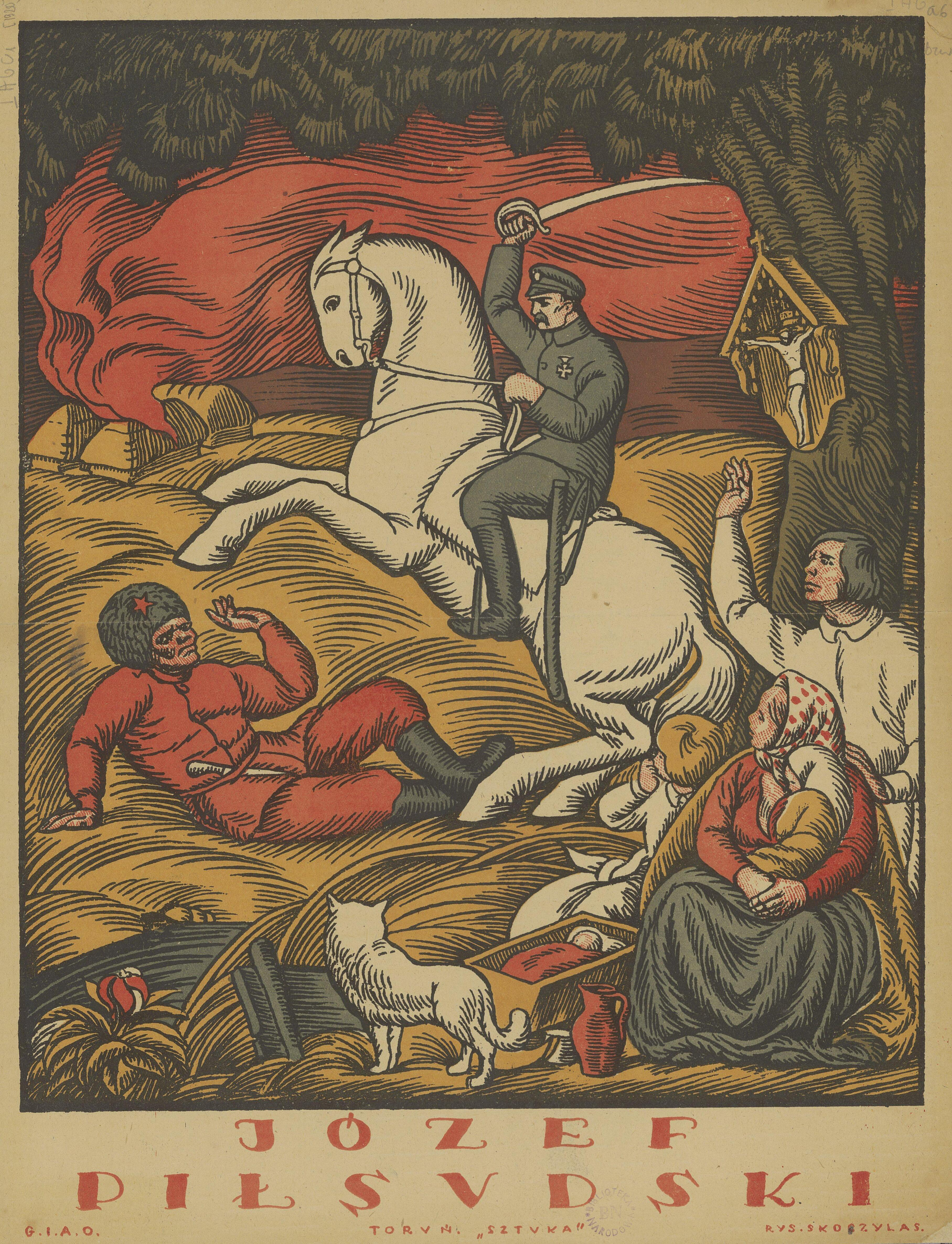
Józef Piłsudski w grafice Władysława Skoczylasa, ok. 1920 r.

Jak podaje Zbigniew Osiński, w tym czasie mit Piłsudskiego tworzony był i rozwijany przede wszystkim przez osoby skupione początkowo wokół czasopism „Rząd i Wojsko” (wydawanego w latach 1916–1921) i „Droga” (wydawanego od 1922). Stanowiły one prasowe forum ideologii piłsudczykowskiej i ośrodki tworzenia i propagowania swoistego kultu marszałka, który przedkładał ideę działań praktycznych, dystansując się od prac teoretycznych. Dużą rolę w środowisku tym odgrywali Adam Skwarczyński i Janusz Jędrzejewicz. Ich działalność, propagująca kult Piłsudskiego, polegała na (poza redagowaniem wymienionych czasopism) wydawaniu broszur dla legionistów, członków Polskiej Organizacji Wojskowej, a później żołnierzy armii polskiej, działalności w Instytucie Badania Najnowszej Historii Polski oraz Związku Legionistów Polskich. Jędrzejewicz współtworzył także zasady wychowania państwowego opartego na kulcie Piłsudskiego oraz wdrażania go do pracy wychowawczej w szkołach.

## W II Rzeczypospolitej

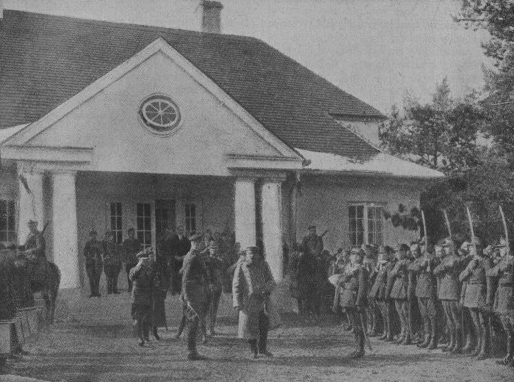
Fotografia z książki poświęconej Piłsudskiemu – Genjusz niepodległości (Lwów 1935), podpis pod zdjęciem: Imieniny Marszałka w 1925 roku... Do Sulejówka przybyły delegacje wojskowe i strzeleckie z hołdem dla umiłowanego Komendanta

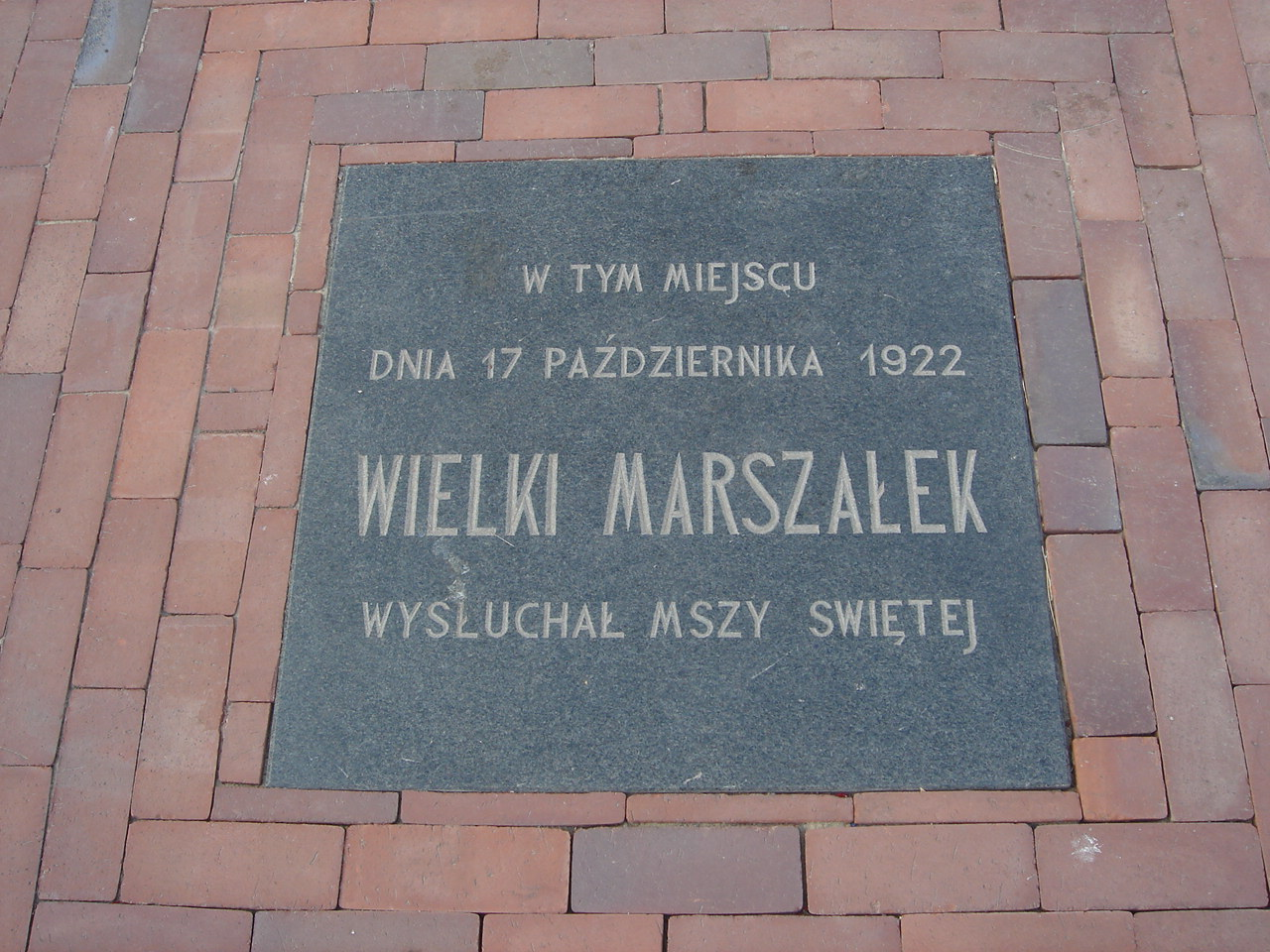
Płyta poświęcona Piłsudskiemu na Rynku Wielkim w Zamościu

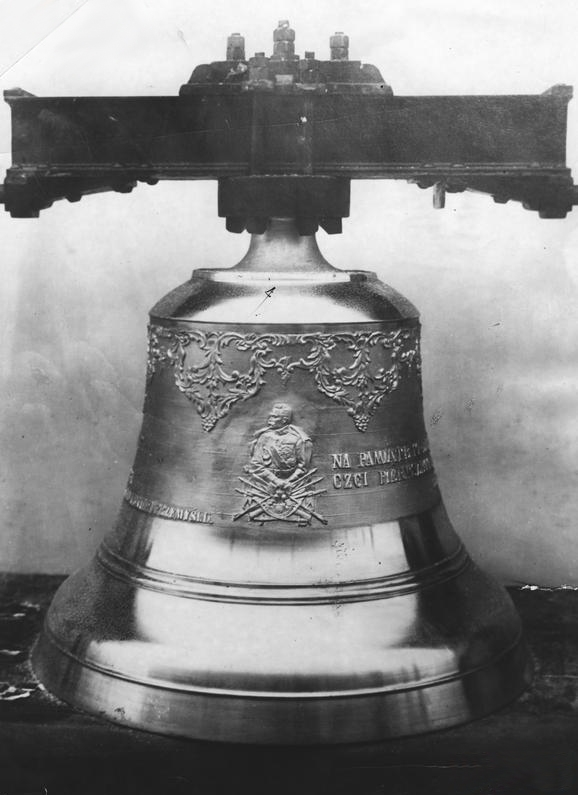
Dzwon im. Józefa Piłsudskiego w Noworodczycach w 1932

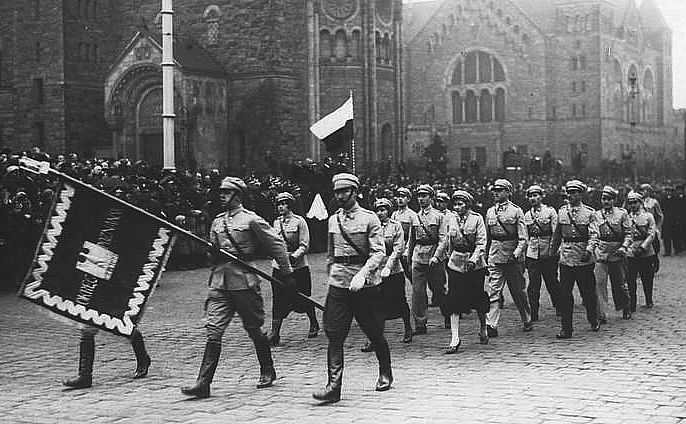
Parada Legionu Młodych w Poznaniu w 1933

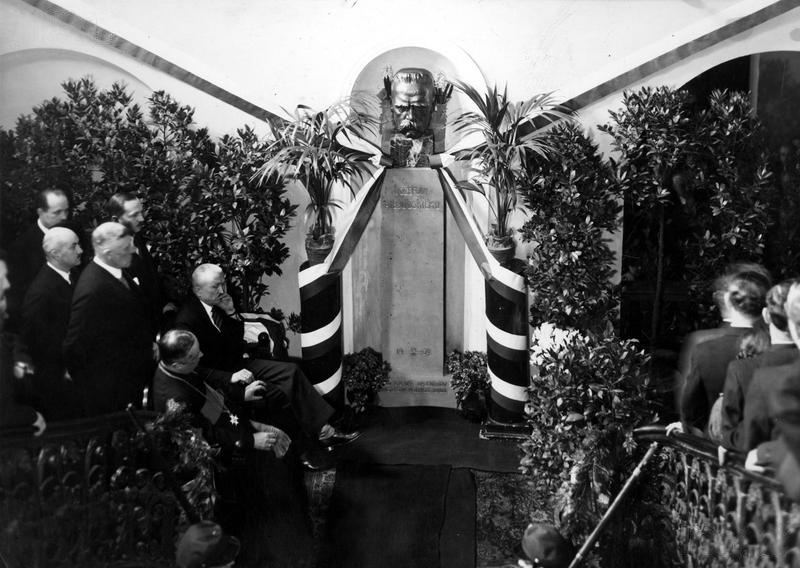
Odsłonięcie popiersia Piłsudskiego w gmachu Ministerstwa Przemysłu i Handlu, 19 marca 1934

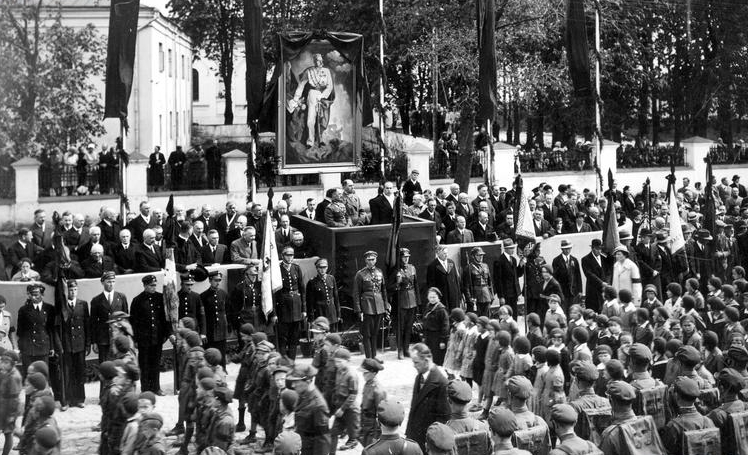
Uroczystość żałobna ku czci Piłsudskiego w Łucku, maj 1935

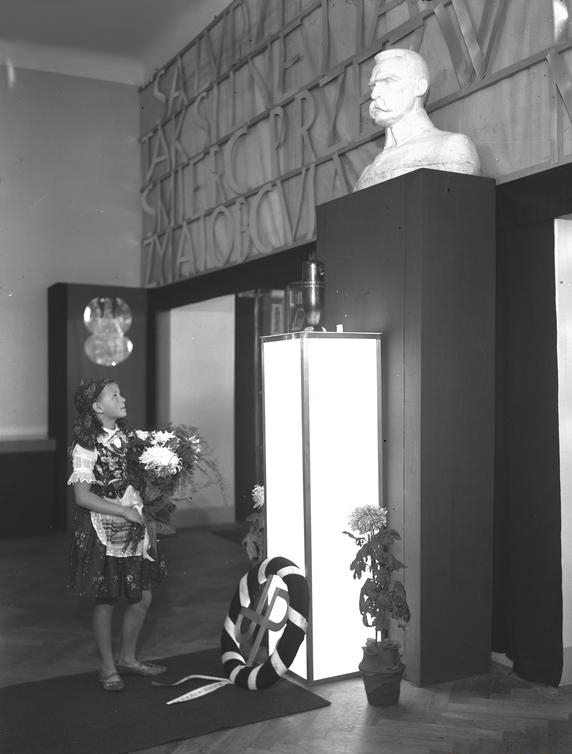
Dziewczynka deklamująca wiersz przed popiersiem Piłsudskiego – listopad 1935

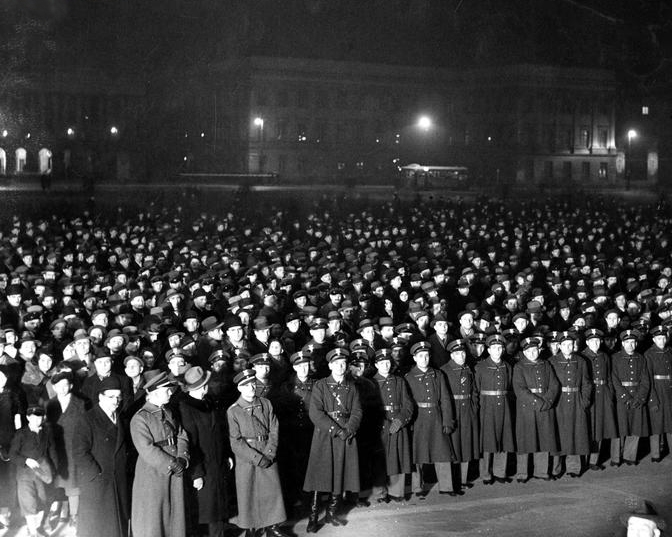
Obchody imienin Piłsudskiego – Warszawa, 18 marca 1936

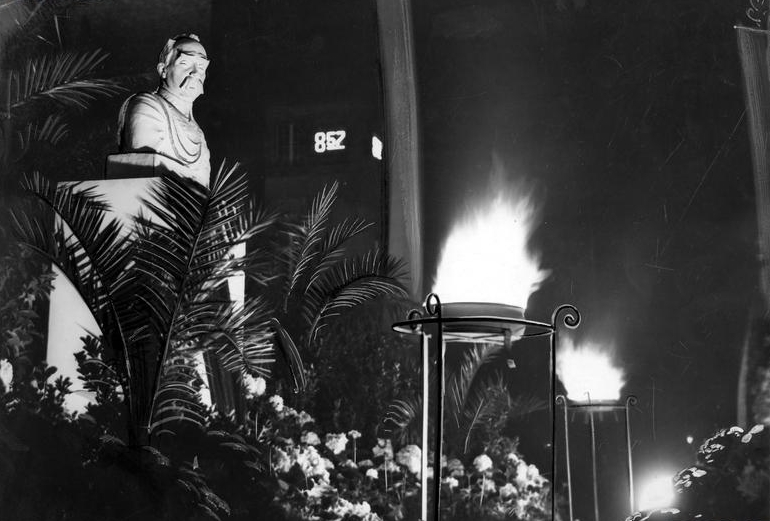
Popiersie Piłsudskiego podczas manifestacji ku jego czci na poznańskim placu Wolności w czerwcu 1937

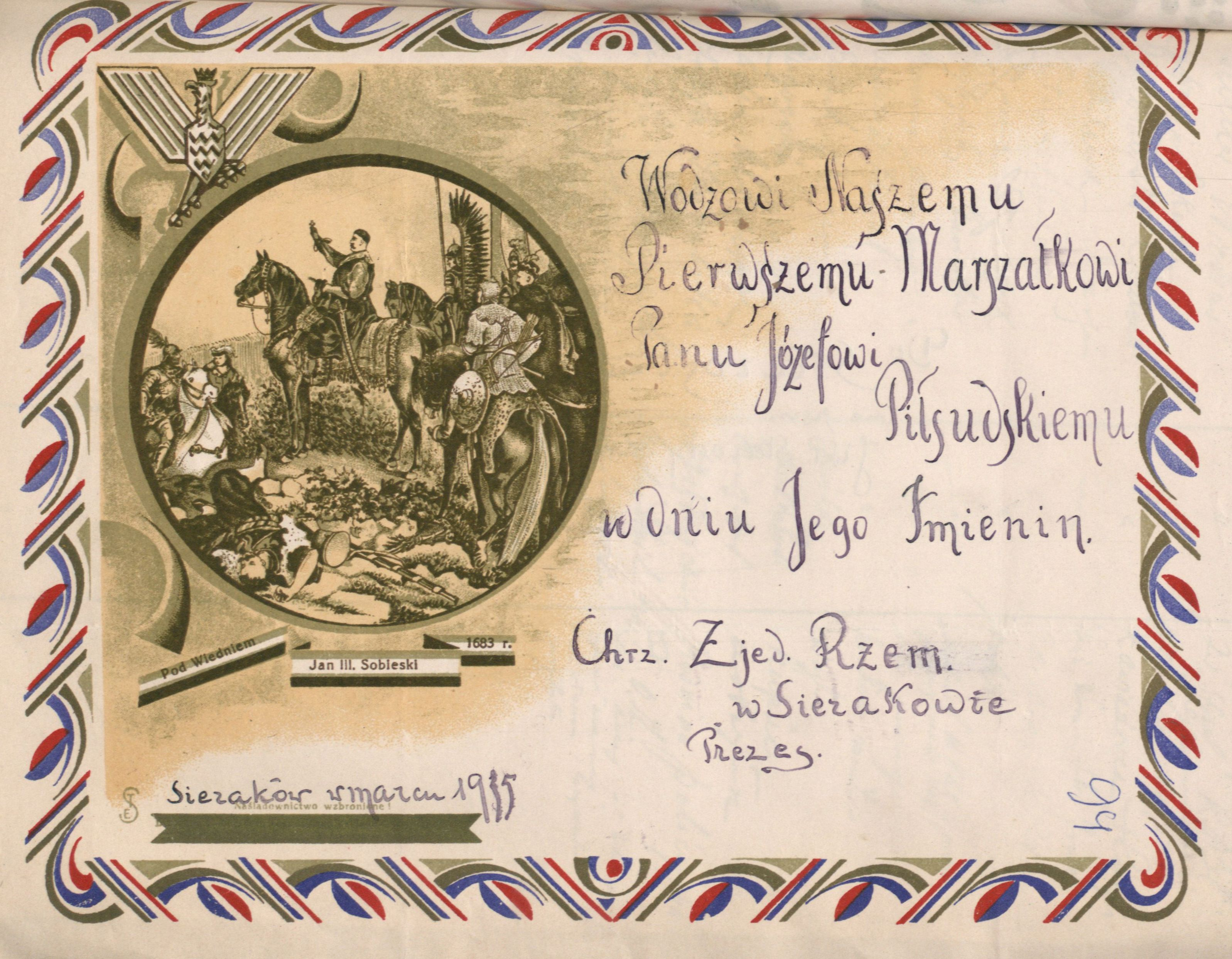
Życzenia dla Józefa Piłsudskiego z okazji imienin od członków Chrześcijańskiego Zjednoczenia Rzemieślniczego w Sierakowie, 1935 r.

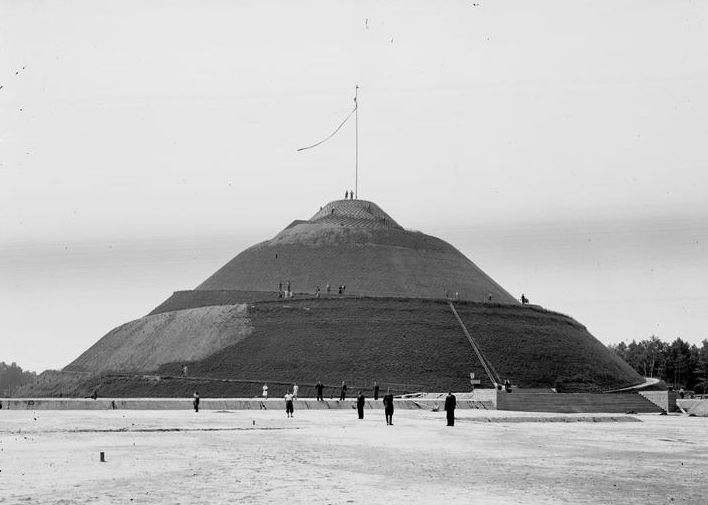
Kopiec Piłsudskiego w 1938

Oprócz dążeń do gloryfikacji Piłsudskiego, występowały także tendencje przeciwne. Miał on zarówno zdeklarowanych wrogów, jak i fanatycznych przeciwników. Byli to w większości zwolennicy Narodowej Demokracji, wraz ze swym liderem, Romanem Dmowskim. Nie zgadzali się oni z wizją Polski i jej przyszłości, a także wizerunkiem Piłsudskiego rozpowszechnianym przez jego zwolenników. Oba obozy prowadziły ze sobą ostrą i emocjonalną polemikę, nierzadko przybierającą formę odbiegającą od ogólnie przyjętych norm społecznych. Pomimo sprawowania władzy przez ugrupowania w większości sceptyczne wobec osoby Piłsudskiego, jego zasługi dla odzyskania przez Polskę niepodległości były powszechnie uznawane.
Na powstanie i umacnianie się kultu Piłsudskiego, miało niewątpliwie wpływ zwycięstwo dowodzonych przez niego wojsk polskich w wojnie polsko-bolszewickiej. Wśród piłsudczyków powstała legenda genialnego wodza, który dzięki obmyślonemu przez siebie manewrowi taktycznemu w Bitwie Warszawskiej pokonał nieprzyjaciela, chroniąc tym samym Polskę i Europę przed bolszewizmem. Tymczasem kwestią sporną pozostaje autorstwo planu skoncentrowania i kontrofensywy polskiej armii znad rzeki Wieprz. Uznaje się najczęściej, że było to wspólne dzieło Piłsudskiego, Kazimierza Sosnkowskiego, Tadeusza Rozwadowskiego i Maxime’a Weyganda.

Po wycofaniu się z życia politycznego w maju 1923, Piłsudski zamieszkał w dworku w Sulejówku, który zakupili dla niego jego zwolennicy. Co pewien czas udzielał jednak wywiadów prasowych, w których krytykował polską politykę, zwłaszcza działalność Sejmu i partii politycznych. Dworek w Sulejówku, nazywany Milusinem, stał się celem podróży zwolenników Piłsudskiego, którzy odwiedzali marszałka w celu złożenia mu hołdu. Szczególne znaczenie miały także jego imieniny (19 marca, obchodzone uroczyście już za czasów legionowych). Urządzano wówczas przyjęcia ku jego czci, które z biegiem czasu i stopniowym odsuwaniem od wpływowych stanowisk zwolenników Piłsudskiego, stały się manifestacjami politycznymi. Marszałka odwiedzało coraz więcej osób – np. w 1925, podczas uroczystości jego imienin do godziny 16 na liście życzeń wpisało się 1646 gości. Okazją do przyjazdu do Sulejówka były także obchody rocznic odzyskania przez Polskę niepodległości. Podczas jednej z nich, gen. Gustaw Orlicz-Dreszer wygłosił słynne przemówienie, odczytywane jako deklaracja oddania przed planowanym przewrotem zbrojnym, ale będące także charakterystycznym wyrazem kultu marszałka jako męża opatrznościowego niepodległej Polski: 

Gdy dzisiaj zwracamy się do Ciebie, mamy także bóle i trwogi, do domu wraz z nędzą zaglądające. Chcemy, byś wierzył, że gorące chęci nasze, byś nie zechciał być w tym kryzysie nieobecny, osierocając nie tylko nas, wiernych Twoich żołnierzy, lecz i Polskę, nie są tylko zwykłymi uroczystościowymi komplementami, lecz, że niesiemy Ci prócz wdzięcznych serc i pewne, w zwycięstwach zaprawione szable.

 Zwolennicy Piłsudskiego postrzegali go jako osobę, która po przejęciu władzy zmieni całkowicie życie polityczno-społeczne w Polsce. Powstało wówczas pojęcie sanacji moralnej, które posłużyło jako uzasadnienie przeprowadzenia zamachu majowego, a później stało się także nazwą obozu politycznego, który doszedł w ten sposób do władzy.
Zwolennicy Piłsudskiego uważali, że propaganda partyjna kwestionuje zasługi obozu peowiacko-legionowego i samego marszałka dla odzyskania niepodległości Polski. Chcąc temu przeciwdziałać, w 1923 postanowiono utworzyć Instytut Badania Najnowszej Historii Polski. Jego prezesem został Leon Wasilewski. Za podstawę działalności Instytutu uznano tworzenie archiwum, aby zgromadzić w nim wszystkie materiały źródłowe dotyczące okresu walk o niepodległość. Po śmierci Józefa Piłsudskiego Instytut zdecydował wziąć na siebie prace historyczne i badawcze nad okresem jego życia i działalności. W listopadzie 1935 zapadła decyzja nadania Instytutowi nowej nazwy, który od tej pory funkcjonował jako Instytut Józefa Piłsudskiego Poświęcony Badaniu Najnowszej Historii Polski. Poza zbieraniem materiałów archiwalnych, Instytut wydawał publikacje mające na celu m.in. propagowanie kultu Piłsudskiego.
W 1924 kontrolę nad działalnością Związku Legionistów Polskich przejęli najbliżsi zwolennicy Piłsudskiego – Walery Sławek, Janusz Jędrzejewicz, Adam Skwarczyński, Bogusław Miedziński i Marian Zyndram-Kościałkowski. Od tego czasu widoczne stało się zaangażowanie Związku w walkę polityczną i propagandową po stronie Piłsudskiego.
Po zamachu majowym, kult Piłsudskiego stał się ideologią rozpowszechnianą i utrwalaną przez aparat państwowy. Przedstawiany był jako najwybitniejsza osoba w Polsce. Panowało np. przekonanie, że powinien on podejmować decyzje w niemal wszystkich sprawach, nawet tych najbardziej błahych. Przykładowo Michał Tadeusz Brzęk-Osiński – przedstawiciel Komitetu budowy pomnika Czynu Legionowego odbył podróż z Radomia do Warszawy tylko po to, aby zasięgnąć opinii marszałka na temat nadesłanych projektów monumentu. W szkołach i urzędach państwowych pojawiły się portrety Piłsudskiego, a dzieci w szkołach uczyły się o jego wyjątkowym znaczeniu dla Polski. Przytoczyć tutaj można wiersz Artura Oppmana, który znalazł się w zbiorku Abecadło wolnych dzieci:
| Dziadka wojsko kocha,       |
| Z dumą patrzy w Niego,      |
| Nie boi się ani trocha      |
| Wroga zdradzieckiego        |
| Wojnę sobie chwali,         |
| „Zawsze będziem zwyciężali, |
| Kiedy Dziadek z nami.       |

 Często pojawiającymi się motywami w utworach poświęconych Piłsudskiemu były m.in. czapka maciejówka, klacz Kasztanka, siwy strzelca strój oraz światło świecące się do późnej nocy w pomieszczeniach zajmowanych przez marszałka (znak że pracuje nad sprawami wagi państwowej). Kult Piłsudskiego był ważnym elementem tzw. wychowania państwowego, będącego częścią reformy oświatowej przeprowadzonej przez ministra Janusza Jędrzejewicza w 1932. Mówił on m.in. 

Sąd nasz o dziejach odzyskania naszej niepodległości jest ustalony; w dziejach tych starannie odróżniamy ludzi nie szczędzących swego życia i krwi, ludzi czynu, decyzji, walki, odpowiedzialności, od ludzi tchórzostwa, ugody, a często zaprzaństwa narodowego. I będziemy – będziemy na pewno, szerzyli kult pierwszych, a pogardę drugich. A uważając, że osoba Marszałka Piłsudskiego jest żywym symbolem tego, co wzniosłe i wielkie, że jest jednym z najpiękniejszych w naszej tradycji wzorów wychowawczych, miłość dla niego i szacunek szkoła polska musi szerzyć i kultywować.

 W 1930 powstał Legion Młodych – sanacyjna organizacja, której celem było szerzenie kultu Piłsudskiego wśród studentów i tworzenie alternatywy dla endeckiej Młodzieży Wszechpolskiej. W 1932 powołano natomiast Straż Przednią – organizację zrzeszającą młodzież w wieku od 15 do 21 lat. Początkowo miała ona stanowić kuźnię kadr dla wspomnianego wyżej Legionu – z czasem jednak, wraz z postępującą jego radykalizacją stała się w pełni samodzielną organizacją, której głównym zadaniem stało się wpajanie kultu marszałka i propagandy prorządowej.
Władze państwowe inspirowały też m.in. akcje wysyłania Piłsudskiemu kartek z życzeniami z okazji jego imienin. Podczas długiego urlopu w 1931, który marszałek spędził na Maderze, przysłano mu tam 1 mln 40 tys. kartek i listów z Polski.

Po zamachu majowym czynnikiem oddziaływającym na życie społeczne kraju stało się wojsko, w szeregach którego kult Piłsudskiego był wyjątkowo silny. Dzień imienin marszałka został dla żołnierzy ustanowiony oficjalnie wolnym od zajęć. Odbywały się podczas niego msze święte i akademie rocznicowe. Po śmierci Piłsudskiego zintensyfikowano jeszcze krzewienie kultu Piłsudskiego – na terenie wielu jednostek pojawiły się jego pomniki, a osoba marszałka była centralnym motywem wszelkich szkoleń kulturalno-oświatowych, w których brali udział żołnierze. Tuż po zgonie marszałka Roman Górecki pisał (pisownia oryginalna): 

Najukochańszy nasz Wódz, Największy Człowiek, jakiego Polska w ciągu dziejów wydała – odszedł na wieczność. Odszedł od nas Pierwszy Żołnierz Polski, niestrudzony Bojownik wolności, przez wieszczów narodu wyśniony, który wskrzesił Polskę do bytu niepodległego po wiekowej niewoli. Stworzył silną armję, która pod Jego dowództwem krwią i znojem żołnierza polskiego wyznaczyła granice Rzeczypospolitej. Genjusz – nieprzerwana praca i niezłomna wola Marszałka postawiła Polskę w rzędzie mocarstw Europy.

W tym czasie marszałek był nie tylko bohaterem narodowym, ale także bohaterem mitycznym. Jak mówił Janusz Jędrzejewicz: 

w czasach, w których najwyższa cnota z małością się ludzką na każdym kroku splata, człowiek w szarym mundurze wyrósł tak niesłychanie ponad poziom najwyższych polskich wysiłków, tak wznieść się potrafił nad skarlałą tępotę małości, że już za życia stał się postacią posągową o monumentalnej sylwetce bohatera. Szła ponad Nim, żywym człowiekiem przecie, najwspanialsza legenda, spowita w purpurę zwycięskich sztandarów, w akompaniamencie huku dział i grzechotu karabinów, szła ku niemu, od dołów się wznosząca, miłość tysięcy serc najwierniej Mu oddanych, pełniła się dla Niego olbrzymią w Polsce praca, z której On, Budowniczy jedyny i niezastąpiony, kształtował dzieło budowy Nowej Polski, w świetne swe przeznaczenia przez Niego kierowanej.

 Bezgraniczne uwielbienie łączyło się z obawami o przyszłość kraju, nad którym nie czuwał już marszałek. 12 maja 1935 prezydent Ignacy Mościcki wydał orędzie żałobne, w którym nazwał Piłsudskiego największym człowiekiem w historii Polski: 

Wielkim trudem swego życia budował siłę w narodzie, genjuszem umysłu, twardym wysiłkiem woli państwo wskrzesił. Prowadził je ku odrodzeniu mocy własnej, ku wyzwoleniu sił, na których przyszłe losy Polski się oprą. Za ogrom Jego pracy danem mu było oglądać państwo nasze jako twór żywy, do życia zdolny, do życia przygotowany, a armję naszą – sławą zwycięskich sztandarów okrytą. Ten Największy na przestrzeni całej naszej historji Człowiek z głębi dziejów minionych moc Swego ducha czerpał, a nadludzkiem wytężeniem myśli drogi przyszłe odgadywał. Nie siebie tam już widział, bo dawno odczuwał, że siły Jego fizyczne ostatnie posunięcia znaczą. Szukał i do samodzielnej pracy zaprawiał ludzi, na których ciężar odpowiedzialności zkolei miałby spocząć. Przekazał narodowi dziedzictwo myśli o honor i potęgę państwa dbałej. Ten Jego testament, nam żyjącym przekazany, przyjąć i udźwignąć mamy.

W 1937 powstała nowa partia polityczna grupy sanacyjnej – Obóz Zjednoczenia Narodowego. Na jej czele stał Adam Koc, który był jednym z głównych twórców programu OZN. 

Deklaracja ideowo-polityczna OZN została zaprezentowana w radiu dnia 21 lutego o godz. 17.30 przez płk. Adama Koca. W programie eksponowano rolę armii i konstytucji kwietniowej jako „podstawy ładu i porządku w kraju”, antykomunizm, klerykalizm oraz kult Piłsudskiego.

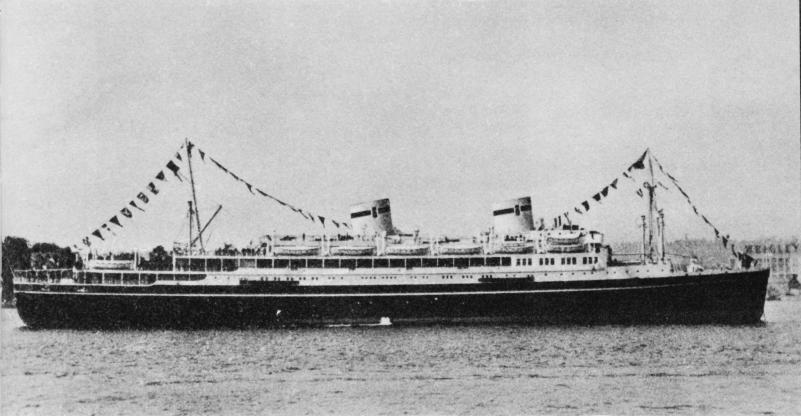
Transatlantyk MS „Piłsudski”

Utworzona 15 kwietnia 1930 gromada wiejska i osada wojskowa w powiecie dubieńskim województwa wołyńskiego otrzymała nazwę Wola Piłsudskiego. Profesor Edmund Bakuniak, syn osadnika wojskowego z Woli Piłsudskiego napisał we wspomnieniach: (...) nasze dzieciństwo przeminęło pod przemożną opieką „Dziadka” Józefa Piłsudskiego, którego czczono w rodzinach osadniczych w sposób wręcz kultowy. Nie było domu osadniczego, w którym nie wisiałby portret Marszałka.
Na cześć marszałka nazwano m.in. kanonierkę „Komendant Piłsudski” oraz polski statek pasażerski transatlantyk MS „Piłsudski”.
W latach 1935–1939 Uniwersytet Warszawski funkcjonował pod nazwą Uniwersytet im. Józefa Piłsudskiego.
W 1934 Związek Legionistów Polskich wysunął pomysł usypania kopca-pomnika walki narodu o niepodległość, nazwany imieniem Józefa Piłsudskiego po śmierci marszałka. W Warszawie powstał Komitet Budowy Kopca na czele którego stanął płk Walery Sławek. Kopiec rozpoczęto sypać 6 sierpnia 1934 w XX rocznicę wymarszu z Krakowa I kompanii kadrowej Legionów. Sypanie zakończono 9 lipca 1937. W kopcu złożono ziemię z wszystkich miejsc bitewnych I wojny światowej, gdzie udział brali Polacy, w tym ze szczytu Krzemieniuchy. Podobne, mniejsze kopce ku czci Piłsudskiego, powstały także w Bieżewie na Polesiu, Kępnie w Wielkopolsce oraz Zawadach na Podlasiu.
Kult Józefa Piłsudskiego miał negatywny wpływ na część zwolenników marszałka. Tocząc walkę ze swoimi realnymi, bądź wyimaginowanymi przeciwnikami, posuwali się oni poza granice rywalizacji politycznej. Wymienić tutaj można m.in. brutalne pobicie opozycyjnego posła Jerzego Zdziechowskiego (noc z 30 września na 1 października 1926, dokonali tego mężczyźni w mundurach), zagadkowe okoliczności śmierci gen. Tadeusza Rozwadowskiego (1928, najprawdopodobniej otrucie), tajemnicze zaginięcie gen. Włodzimierza Zagórskiego (został on prawdopodobnie zamordowany przez piłsudczyków) czy uwłaczające, a często sadystyczne traktowanie więźniów osadzonych w obozie w Berezie Kartuskiej. Działo się to w imię Piłsudskiego, za jego przyzwoleniem, choć kwestią sporną pozostaje, czy wiedział on o wszystkich szczegółach poczynań swoich zwolenników.

### Wojsko
22 kwietnia 1928 w koszarach Szkoły Podchorążych Rezerwy Nr 5 w Krakowie uroczyście odsłonięto popiersie marszałka Józefa Piłsudskiego, wykonane przez artystę-rzeźbiarza Tadeusza Błotnickiego.
26 czerwca 1935 Minister Spraw Wojskowych W celu uczczenia i utrwalenia pamięci Marszałka Józefa Piłsudskiego w pułkach: 1 szwoleżerów, 41 i 66 piechoty, których Szefem był Zmarły Marszałek oraz dla Korpusu Kadetów Nr 1, który w tytule swoim nosi Nazwisko Marszałka Piłsudskiego – ustanowił stałą oznakę żałobną. Oznakę stanowiła czarna obwódka, średnicy 3 mm, złożona z podwójnego czarnego sznura – jedwabnego u oficerów i podoficerów zawodowych, a bawełnianego u szeregowców i kadetów – przyszyta do krawędzi lewego naramiennika kurtki i płaszcza, i noszona stale w służbie i poza służbą do wszystkich rodzajów ubioru wojskowego.

23 sierpnia 1935 Minister Spraw Wojskowych zarządził 

ujednolicenie tytulatury Zmarłego Pierwszego Marszałka Polski Józefa Piłsudskiego we wszelkiego rodzaju służbowej korespondencji wojskowej w sposób następujący:
1. przed tytułem nie należy używać wyrazów „ś.p.”,
2. przy pierwszym wymienieniu w tekście Osoby Zmarłego, względnie o ile w całym tekście wymieniona będzie Osoba Zmarłego tylko raz jeden – należy używać pełnego oficjalnego tytułu „PIERWSZY MARSZAŁEK POLSKI JÓZEF PIŁSUDSKI”. Wszelkie następne wzmianki Osoby Zmarłego w tekście tej samej korespondencji winny zawierać tytuł „MARSZAŁEK JÓZEF PIŁSUDSKI”.

W 1937 dzień imienin marszałka (19 marca) ustanowiony został jako data ogłoszenia mianowania na wyższe stopnie oficerów służby stałej w czasie pokoju, z wyjątkiem oficerów mianowanych w związku z przeniesieniem w stan spoczynku.

Art. 1 Ustawy z dnia 9 kwietnia 1938 o powszechnym obowiązku wojskowym wskazywał, że: 

Siły Zbrojne stoją na straży bezpieczeństwa i praw zwierzchniczych Rzeczypospolitej, są ochroną i osłoną Jej niepodległości i wolności oraz szkołą wychowania żołnierskiego i obywatelskiego. Wskrzeszone niezłomną wolą Wodza Narodu, Pierwszego Marszałka Polski Józefa Piłsudskiego, oraz wysiłkiem i ofiarą najlepszych synów Ojczyzny, mają wcielać w życie Jego wskazania i cnoty rycerskie. Siły Zbrojne po wsze czasy pozostawać będą pod szczególną opieką Narodu i Państwa.

W 1938 Redakcja „Na Straży” wydała „Jednodniówkę poświęconą żołnierzom K. O. P. odchodzącym do rezerwy”, której motto brzmiało „Pierwszy Marszałek Polski Józef Piłsudski. Postępuj w myśl Jego wskazań, a będziesz dobrym obywatelem Polski”.
Imieniem marszałka nazwanych zostało kilka instytucji i jednostek oraz obiektów wojskowych.

### Sztuka

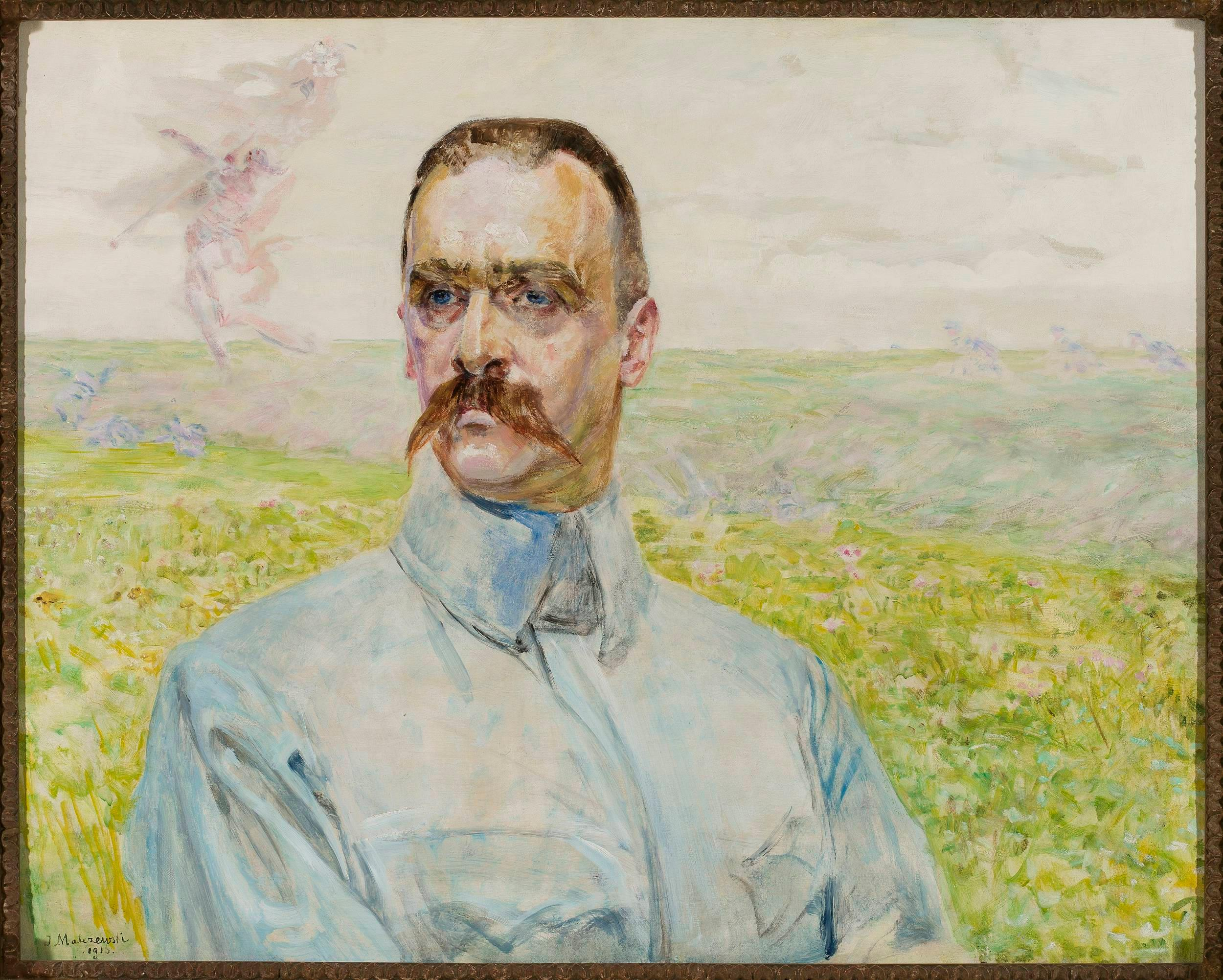
Jacek Malczewski, Portret brygadiera Józefa Piłsudskiego, 1916

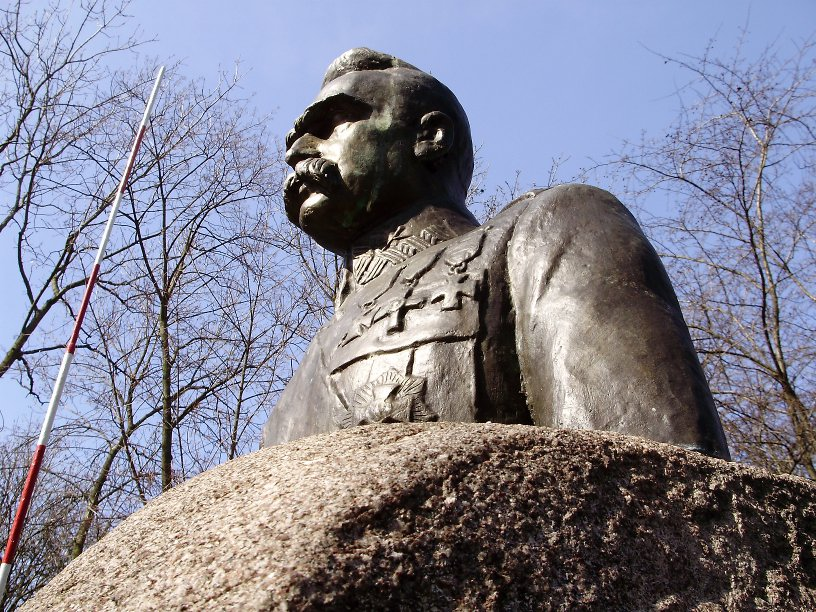
Pomnik Józefa Piłsudskiego w Turku autorstwa Józefa Gosławskiego (projekt z 1936)

Piłsudski i jego legioniści byli również przedstawiani na całym szeregu obrazów i innych form plastycznych tworzonych przez artystów w dwudziestoleciu międzywojennym. Wśród nich znalazł się Wojciech Kossak (Portret Marszałka Józefa Piłsudskiego – 1928, Marszałek Józef Piłsudski na Kasztance – 1928, Legioniści przed Marszałkiem Piłsudskim – 1935), Feliks Paszkowski (Portret Marszałka Józefa Piłsudskiego – 1935), Jan Henryk Rosen, Jerzy Kossak, Kazimierz Sichulski, Gustaw Rogalski (Polski sfinks Piłsudski – 1928), Stanisław Zawadzki (Marszałek Józef Piłsudski), Konrad Krzyżanowski (Portret Józefa Piłsudskiego – 1920), Bogdan Nowakowski, Jacek Malczewski, Zygmunt Rozwadowski (Piłsudski ze sztabem – 1914), Henryk Barwiński (Piłsudski nad Nidą), Władysław Skoczylas (Józef Piłsudski – 1920), Józef Świrysz-Ryszkiewicz (Komendant wśród piechurów), Ludomir Sleńdziński (Piłsudski pod Wilnem – 1927), Józef Mehoffer i Zdzisław Czermański (13 portretów marszałka z 1935). Przy różnych okazjach wybito również wiele medali pamiątkowych z Piłsudskim. Jego podobizna znalazła się na monetach 2-, 5- i 10-złotowych, a także na serii znaczków pocztowych. Marszałkowi poświęcono w 1935 film pełnometrażowy, a także – jeszcze przed zamachem majowym – nagrano płytę gramofonową z dwoma krótkimi przemówieniami Piłsudskiego.
Postać Piłsudskiego, jak również historia Legionów były główną tematyką twórczości Juliusza Kaden-Bandrowskiego. Tomiki poezji poświęcili mu także m.in. Kazimiera Iłłakowiczówna (Wiersze o Marszałku Piłsudskim 1912-1935, Warszawa 1936), Jan Brzechwa (Imię wielkości. Wiersze o Józefie Piłsudskim, Warszawa 1938), Kazimierz Wierzyński (Wolność tragiczna, wyd. II, Lwów 1937) i Roman Kołoniecki (Ballada o Piłsudskim, 1935). Osoby, mające kontakt z Piłsudskim, często pisały pamiętniki, wydawane później drukiem, w których najczęściej rysowały pełen uwielbienia, wyidealizowany obraz marszałka. Wśród nich wymienić należy Felicjana Sławoja Składkowskiego (Strzępy meldunków, Warszawa 1936), Kazimierę Iłłakowiczównę (Ścieżka obok drogi, Warszawa 1939), Władysława Baranowskiego (Rozmowy z Piłsudskim. 1916-1931, Warszawa 1938; Z Marszałkiem Piłsudskim w Egipcie, Warszawa 1938) i Leona Wasilewskiego (Józef Piłsudski jakim Go znałem, Warszawa 1935). Badaniami nad biografią marszałka i historią legionową zajął się m.in. prosanacyjny historyk Władysław Pobóg-Malinowski. W okresie międzywojennym dwukrotnie wydano zbiory pism i przemówień samego Piłsudskiego. Były to Pisma – Mowy – Rozkazy, osiem tomów (uzupełnionych kolejnymi trzema) wydanych w Warszawie w latach 1930–1936 oraz Pisma zbiorowe Józefa Piłsudskiego, dziesięć tomów wydanych w Warszawie w latach 1937–1938. Początkowo opracowywaniem pism marszałka zajmował się Leon Wasilewski, a po jego śmierci w 1936 – Wacław Lipiński, Kazimierz Świtalski i Henryk Wereszycki. Ponadto w okresie międzywojennym wydano wiele książek hagiograficznych, których przedmiotem było życie i działalność Józefa Piłsudskiego. Przykładowe pozycje to: praca zbiorowa pod redakcją Wacława Sieroszewskiego i in., Idea i czyn Józefa Piłsudskiego, Warszawa 1934; Henryk Cepnik, Józef Piłsudski. Twórca niepodległego państwa polskiego. Zarys życia i działalności, Warszawa 1934 oraz Julian Woyszwiłło (pseudonim Pobóg-Malinowskiego), Józef Piłsudski. Idee, życie, czyny, Warszawa 1937.
W lipcu 1939 ogłoszono wyniki konkursu na pomnik Józefa Piłsudskiego w Warszawie (nagrodę 100 tys. zł. podzielono pomiędzy Xawerego Dunikowskiego i Henryka Kunę.

### Sport
Postać Piłsudskiego pojawiała się także w sferze życia społecznego, jaką był sport. Od 1923 organizowano marsz szlakiem Kadrówki na 122-kilometrowym odcinku Kraków – Kielce (odbywał się on między 6 a 8 sierpnia), od 19 lutego 1926 zawody marszowe Warszawa – Sulejówek (27 km), od 1936 – bieg narciarski Zułów (miejsce urodzin marszałka) – Wilno, a w 1937 i 1938 zawody kolarskie na trasie Wilno – Zułów – Wilno.
W 1929 lecący samolotem Amiot 123 „Marszałek Piłsudski” Ludwik Idzikowski i Kazimierz Kubala podjęli nieudaną próbę przelotu nad Atlantykiem.
9 sierpnia 1930 – po trzyletniej budowie – uroczyście otwarto w Warszawie przy ulicy Łazienkowskiej piłkarski Stadion Wojska Polskiego im. Marszałka Józefa Piłsudskiego, a podczas jego inauguracji Legia zremisowała w towarzyskiej potyczce z Europą Barcelona 1:1. Budowa stadionu dla Legii odbyła się dzięki samemu Piłsudskiemu, który przekazał w imieniu wojska tereny po dawnych koszarach dla klubu.
Józef Piłsudski jest także patronem stadionu klubu piłkarskiego Cracovia.

### Honorowe obywatelstwa
Jedną z najczęstszych form honorowania Józefa Piłsudskiego było nadawanie mu przez rady miast i gmin oraz inne gremia honorowego obywatelstwa. Szczególnie po zamachu majowym przybrało ono charakter masowy, a sam marszałek z wieloma z nagradzającymi go w ten sposób miejscowościami nie był w jakikolwiek sposób związany.
Poniżej przedstawiono listę miejscowości, które przyznały to wyróżnienie:

- Baranowicze (11 listopada 1924)[51]
- Biała Podlaska (31 stycznia 1925)[52][53]
- Białystok
- Chełm (17 czerwca 1925)[54]
- Chrzanów (18 marca 1935)[55]
- Ciechocinek (1927)[56]
- Gdynia (1928)[57]
- Jarosław[58]
- Kalisz (1 sierpnia 1927)
- Kielce (1921)[59]
- Kołomyja[60]
- Konstancin-Jeziorna (4 listopada 1928)
- Kościerzyna (1934)[57]
- Kowal (miasto) (gmina 31 października, miasto 7 listopada 1928)[61]
- Kowel (1934)[62].
- Kozienice (18 marca 1926)[63]
- Kraków (3 października 1933)
- Krosno (19 marca 1928)
- Krzemieniec (6 stycznia 1935)[64]
- Leszno (1928)[65]
- Lubaczów (12 kwietnia 1935)
- Lwów (19 marca 1935) [66].
- Łańcut
- Łask[67]
- Łosice (1934)[68]
- Łowicz (1921)
- Łódź (1919)[69]
- Nieszawa (25 lutego 1925)[70]
- Nowy Sącz
- Opoczno[71] (27 marca 1935)
- Piotrków (29 marca 1926)[72]
- Płock (7 kwietnia 1921)[73]
- Przemyśl (1929)
- Przeworsk[74]
- Radom
- Radomsko[75]
- Równe (16 października 1930)[76]
- Rzeszów (12 lipca 1932)[77]
- Sejny (11 listopada 1928)[78]
- Sosnowiec (28 marca 1935)[79]
- Skierniewice (30 października 1928)[80]
- Święciany (10 marca 1924)[81]
- Tarnów (25 lipca 1917)[82]
- Toruń (14 maja 1935)[83]
- Turek (18 marca 1930)[84]
- Verdun[85]
- Wąbrzeźno (1931)[57]
- Warszawa (lipiec 1918)[86]
- Wilno (17 kwietnia 1921)[87]
- Zakopane (1934)[88]
- Żyrardów (17 marca 1925)[89]
- Żywiec (1934)[90]
- Honorowy obywatel Wileńszczyzny (17 grudnia 1929)[91]

### Inne wyróżnienia i nagrody oraz funkcje honorowe

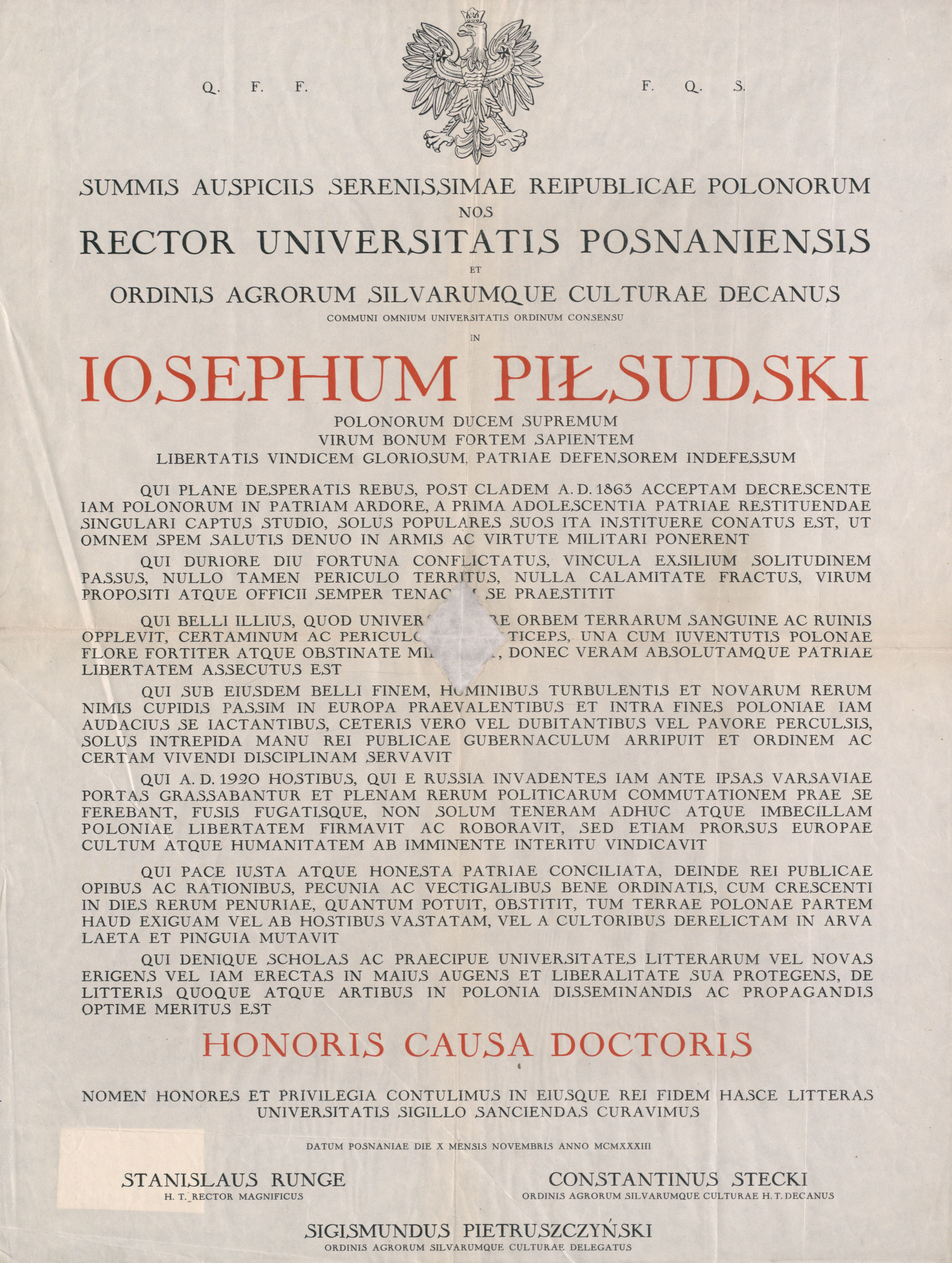
Doktorat Honoris Causa dla Józefa Piłsudskiego od Uniwersytetu Poznańskiego, 1933 r.

- Honorowy członek Polskiej Akademii Literatury[92]
- Honorowy członek Związku Sybiraków[93][94]
- Honorowy członek Komitetu Sprowadzenia do Kraju Zwłok Generała Józefa Bema[95]
- Honorowy członek Związku Legionistów Polskich[96]
- Honorowy członek Chrześcijańskiego Stowarzyszenia Młodzieży Męskiej (Young Man’s Christian Association, YMCA)[97]
- Honorowy członek Towarzystwa Wiedzy Wojskowej (26 września 1919)[98]
- Honorowy członek Polskiego Towarzystwa Szachowego (1932)[99]
- Honorowy członek Związku Nauczycielstwa Polskiego[100][101]
- Honorowy członek Straży Pożarnej Ochotniczej w Dębnowoli (25 marca 1935)[102]
- Honorowy członek Płockiego Towarzystwa Muzycznego (1921)[103]
- Honorowy dowódca rumuńskiego 16 pułku piechoty (14 października 1931)[104]
- Honorowy szef 1 pułku szwoleżerów WP[105]
- Honorowy przewodniczący 35. Konferencji Stowarzyszenia Prawa Międzynarodowego w Warszawie (1928)[106]
- Honorowy przewodniczący Wojskowych Polaków w Piotrogrodzie[107]
- Przewodniczący Komitetu Honorowego Tour de Pologne 1928[108]
- Komandor honorowy Oficerskiego Yacht Klubu Rzeczypospolitej (OYK)[109]
- Filister honorowy wileńskiej korporacji akademickiej K! Piłsudia[110]
- Przewodniczący Komitetu Honorowego Powszechnej Wystawy Krajowej w Poznaniu (1929)[111][112]
- I honorowy protektor Związku Harcerstwa Polskiego (1920)[113]
- Honorowy patron I Mistrzostw Świata Strzeleckich, Myśliwskich i Łuczniczych we Lwowie (1931)[114]
- Honorowy patron VI Olimpiady Szachowej w Warszawie w 1935[115] (18 kwietnia 1934 Piłsudski zgodził się objąć tę imprezę swoim honorowym patronatem. Nie dożył jednak jej rozpoczęcia.)[116]
- Protektor honorowy II Polskiego Kongresu Sportowego w Warszawie (9–10 kwietnia 1927)[117]
- Honorowy patron Mistrzostw Polski w Szachach w Warszawie (20 kwietnia 1927)[117]
- Honorowy członek Polskiego Towarzystwa Strzeleckiego (1933)[117]
- Protektor 22. Zawodów Balonów Wolnych o Puchar im. J. Gordona-Benetta (23 września 1934)[117]
- Protektor Drugiego Kongresu Kultury Fizycznej Kobiet (28–29 czerwca 1934)[117]
- Protektor XV Międzynarodowych Zawodów Narciarskich o Mistrzostwo Polski w Zakopanem (8–12 lutego 1934)[117]
- Protektor II (17–19 marca 1929) i VII (marzec 1934) Centralnych Kobiecych Zawodów Strzeleckich w Warszawie[117]
- Honorowy członek Aeroklubu RP[118]
- Honorowy członek Głównego Związku Straży Pożarnych (5 listopada 1928)[119]
- Honorowy członek Ligi Obrony Przeciwlotniczej i Przeciwgazowej (LOPP)[120]
- I protektor Fundacji im. Ojca Świętego Piusa XI na rzecz polskich inwalidów wojennych (24 listopada 1924)[121]
- Honorowy członek Legionu i Akademickiego Związku Pracy dla Państwa
- Protektor Targów Wschodnich we Lwowie (1930)[122]
- Honorowy prezes Stowarzyszenia Weteranów Armii Polskiej w Ameryce (1921)[123]
- Protektor Święta Morza 1933[124] i 1934[125]
- Honorowy członek Ligi Morskiej i Kolonialnej (1933)
- Honorowy członek Komitetu Honorowego zbiórki na Dar Narodowy 3 maja (5 marca 1934)[126]
- Protektor Challenge International des Tourisme 1934[127]
- Protektor Targów Północnych w Wilnie (1928)[128]
- Honorowy protektor budowy pomnika Montwiłła- Mireckiego w Siedlcach (1928)
- Honorowy członek Wolnej Wszechnicy Polskiej (19 grudnia 1919)[129]
- Prezes komitetu uroczystości 500-lecia zgonu księcia Witolda w Wilnie (28 maja 1930)[122]
- Honorowy członek i protektor Związku Obrońców Lwowa (21 listopada 1922)[130]
- Członek honorowego komitetu Balu Literatury 1927[131]

### Ustawa o ochronie imienia J. Piłsudskiego
7 kwietnia 1938 Sejm uchwalił jednogłośnie Ustawę o ochronie imienia Józefa Piłsudskiego, Pierwszego Marszałka Polski. Składała się ona z czterech artykułów: 

Art. 1. Pamięć czynu i zasługi JÓZEFA PIŁSUDSKIEGO, Wskrzesiciela Niepodległości Ojczyzny i Wychowawcy Narodu, po wsze czasy należy do skarbnicy ducha narodowego i pozostaje pod szczególną ochroną prawa.
Art. 2. Kto uwłacza imieniu JÓZEFA PIŁSUDSKIEGO, podlega karze więzienia do lat 5.
Art. 3. Wykonanie niniejszej ustawy powierza się ministrowi sprawiedliwości.
Art. 4. Ustawa wchodzi w życie z dniem ogłoszenia.

Ustawa była jedynym w historii Polski aktem prawnym chroniącym cześć i godność jednej osoby, wymienionej z imienia i nazwiska. Formalnie przestała obowiązywać dopiero w 1970, ponieważ wówczas wszedł w życie uchwalony w 1969 Kodeks karny.

### Poza granicami Polski

#### Rumunia
Osobowość Piłsudskiego, jak również jego kult, oddziaływały także poza granicami jego kraju. Przykładem może być tutaj opowieść rumuńskiego księcia Mikołaja, który wspominał wizytę Naczelnika Państwa w Rumunii w 1922: 

Udaliśmy się z mym ojcem, królem Ferdynandem, na dworzec, aby spotkać przybywającego z oficjalną wizytą Naczelnika Państwa Polskiego, Marszałka Piłsudskiego. Miałem wrażenie, że ojciec mój ma zamiar przyjąć swego gościa serdecznie, ale z pewną nonszalancją. Pomimo wszystko Marszałek, Naczelnik Państwa, to nie król. Ojciec mój rozmawiał z nami wesoło, gdy pociąg podchodził, a gdy stanął, zapalił właśnie papierosa. Z salonki, wprost przed nami, wyskoczyli dwaj adiutanci i świetnie stanęli na baczność po obu stronach drzwi. Po chwili ukazał się w tych drzwiach wasz Marszałek i lekko pochylony naprzód patrzał na naszą grupę. Potem wolno, bardzo wolno zaczął wychodzić. Było w tym wzroku coś takiego, że wyprostowałem się mimo woli. Spojrzałem na mego ojca i, nie zapomnę nigdy, skonstatowałem, że zanim Marszałek zdążył zejść, ojciec mój rzucił papierosa i stanął na baczność...

#### III Rzesza

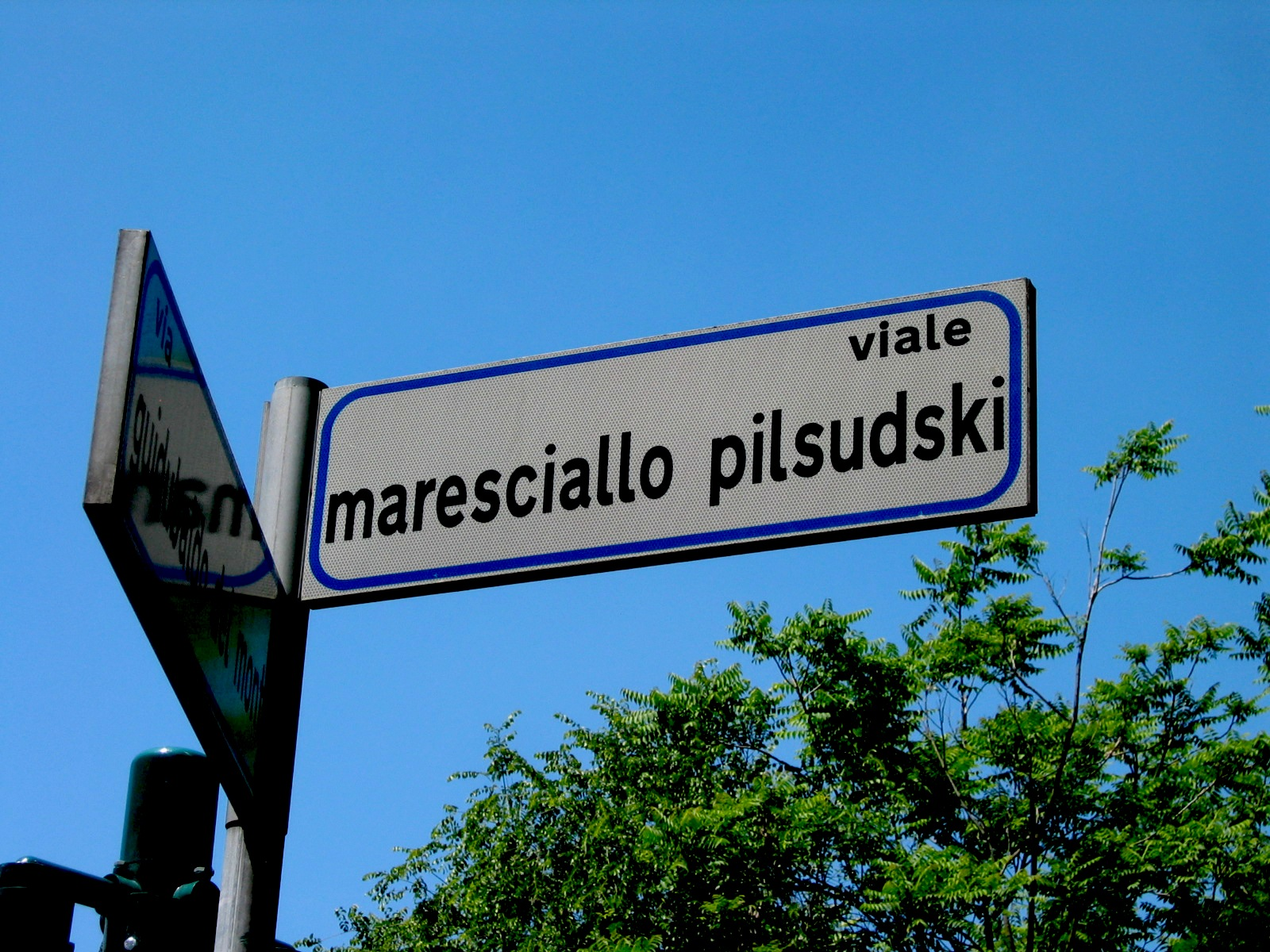
Rzym, Aleje Piłsudskiego

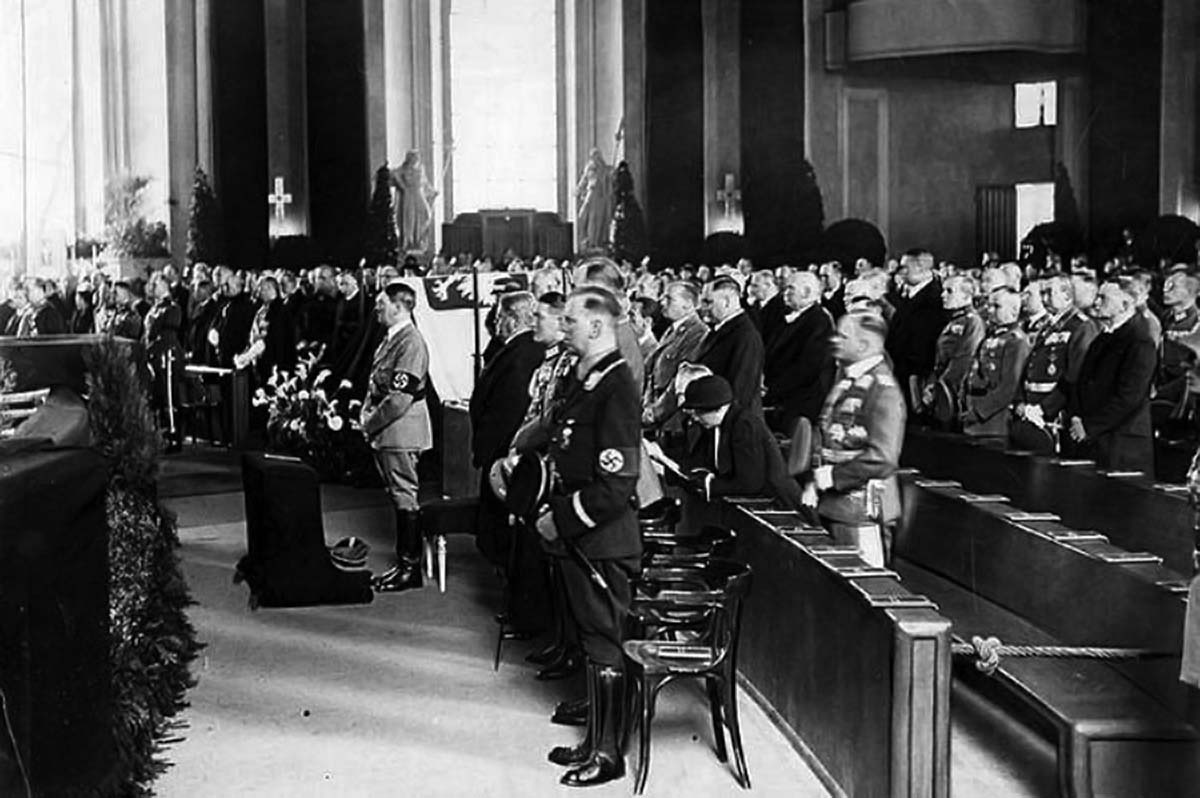
Uroczystość żałobna po śmierci Marszałka Józefa Piłsudskiego – 18 maja 1935, katedra św. Jadwigi w Berlinie. W centrum (stojący przy krześle przy katafalku): kanclerz Rzeszy Adolf Hitler.

Osobą, która żywiła ogromny szacunek i podziw dla Piłsudskiego był Adolf Hitler. 13 maja 1935 i w dniu pogrzebu flagi państwowe w Rzeszy na znak żałoby opuszczono do połowy masztu. Uroczystości żałobne ku czci zmarłego wykroczyły daleko poza gesty kurtuazyjne. Hitler uczestniczył we mszy świętej na cześć marszałka, jaką odprawiono 18 maja 1935 w Katedrze św. Jadwigi w Berlinie po śmierci Piłsudskiego. Wzięli w niej udział także m.in. Joseph Goebbels, Konstantin von Neurath, oraz wysocy przedstawiciele NSDAP i Wehrmachtu, a także nuncjusz apostolski w Niemczech Cesare Orsenigo. Po mszy dwie kompanie Wehrmachtu oddały honory wojskowe. Był to ostatni odnotowany udział kanclerza Rzeszy w ceremonii religijnej. W telegramie nadesłanym do prezydenta i rządu RP, Hitler pisał: 

Głęboko poruszony wiadomością o zgonie Marszałka Piłsudskiego wyrażam Waszej Ekscelencji i rządowi polskiemu najszczersze wyrazy współczucia moje i rządu Rzeszy. Polska traci w powołanym do wieczności Marszałku twórcę swego nowego państwa i swego najwierniejszego Syna. Wraz z narodem polskim również naród niemiecki obchodzi żałobę z powodu śmierci tego wielkiego Patrioty, który przez swą pełną zrozumienia współpracę z Niemcami oddał nie tylko wielką usługę naszym krajom, ale przyczynił się ponadto w sposób jak najbardziej wartościowy do uspokojenia Europy.

Do żony Marszałka, Aleksandry Piłsudskiej, napisał: 

Smutna wiadomość o zgonie Pani małżonka, jego ekscelencji Marszałka Piłsudskiego, dotknęła mnie bardzo boleśnie. Wielce szanowna, czcigodna Pani oraz Jej Rodzina zechce przyjąć wyrazy mojego głębokiego współczucia. Postać Zmarłego zachowam w swojej wdzięcznej pamięci.

Podczas pogrzebu III Rzeszę reprezentował premier Prus Hermann Göring.
Po zdobyciu przez wojska niemieckie Krakowa we wrześniu 1939, Hitler rozkazał wystawić straże honorowe przed grobem Piłsudskiego.

#### Stany Zjednoczone
Postać Piłsudskiego stanowiła wzór dla generała Douglasa MacArthura.
Amerykański wojskowy wielokrotnie podkreślał znaczenie jego dokonań w wykładach w akademii West Point. Zwracał uwagę na dalekowzroczność i wielkie umiejętności strategiczne marszałka, a także determinację w walce z komunizmem.

### Pogrzeb

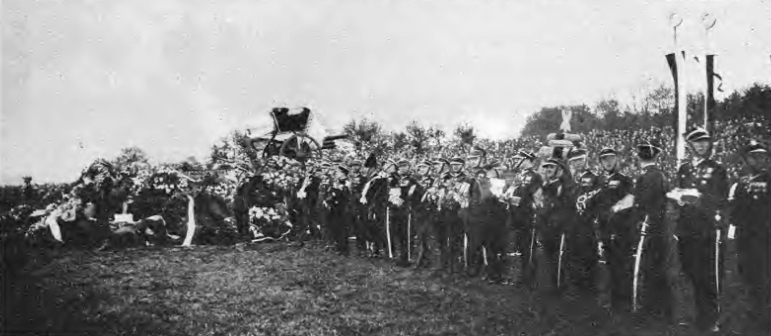
Odznaczenia Piłsudskiego prezentowane przez żołnierzy podczas pogrzebu marszałka

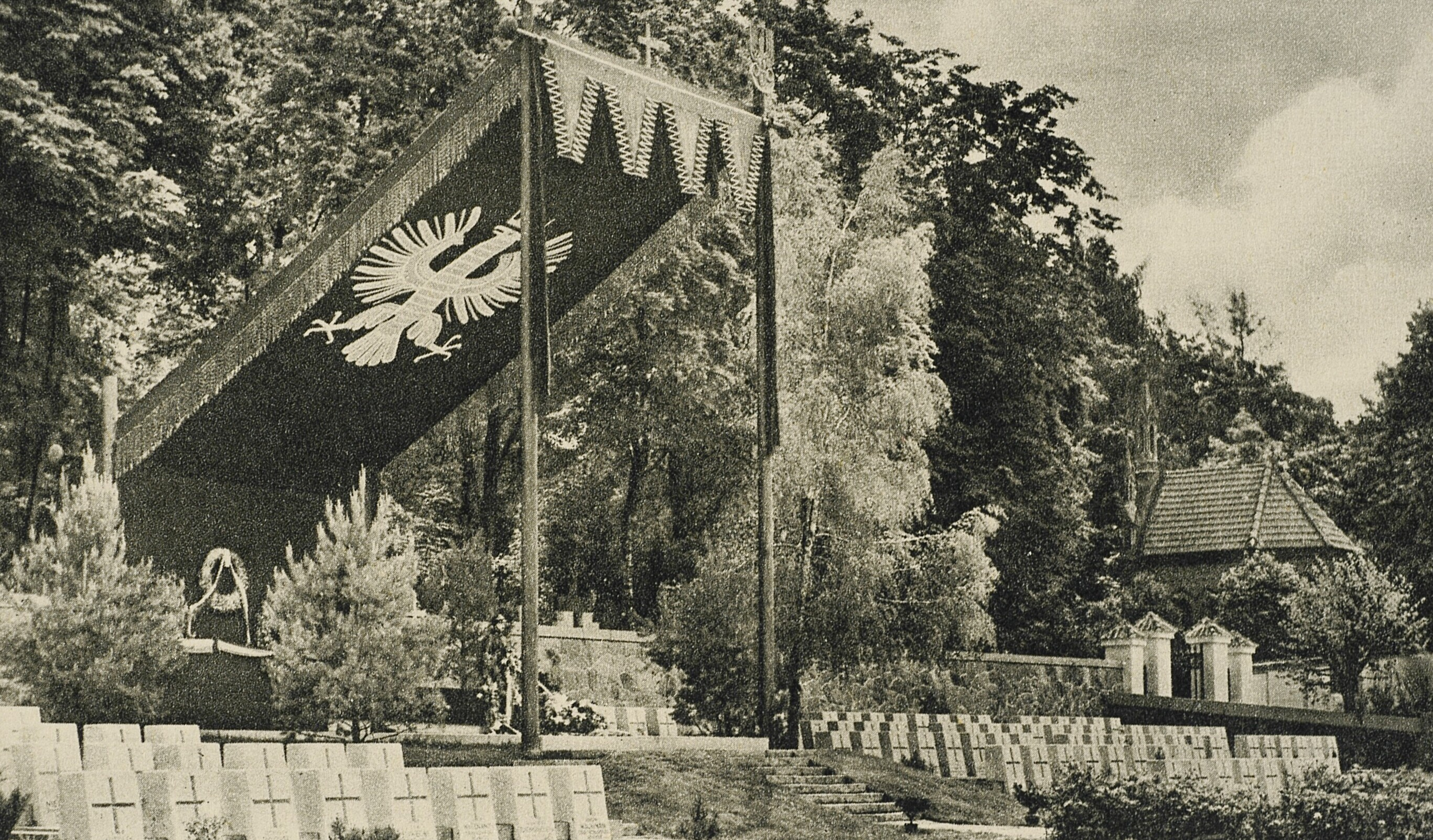
Cmentarz Na Rossie w Wilnie, mauzoleum Matka i Serce Syna (1937)

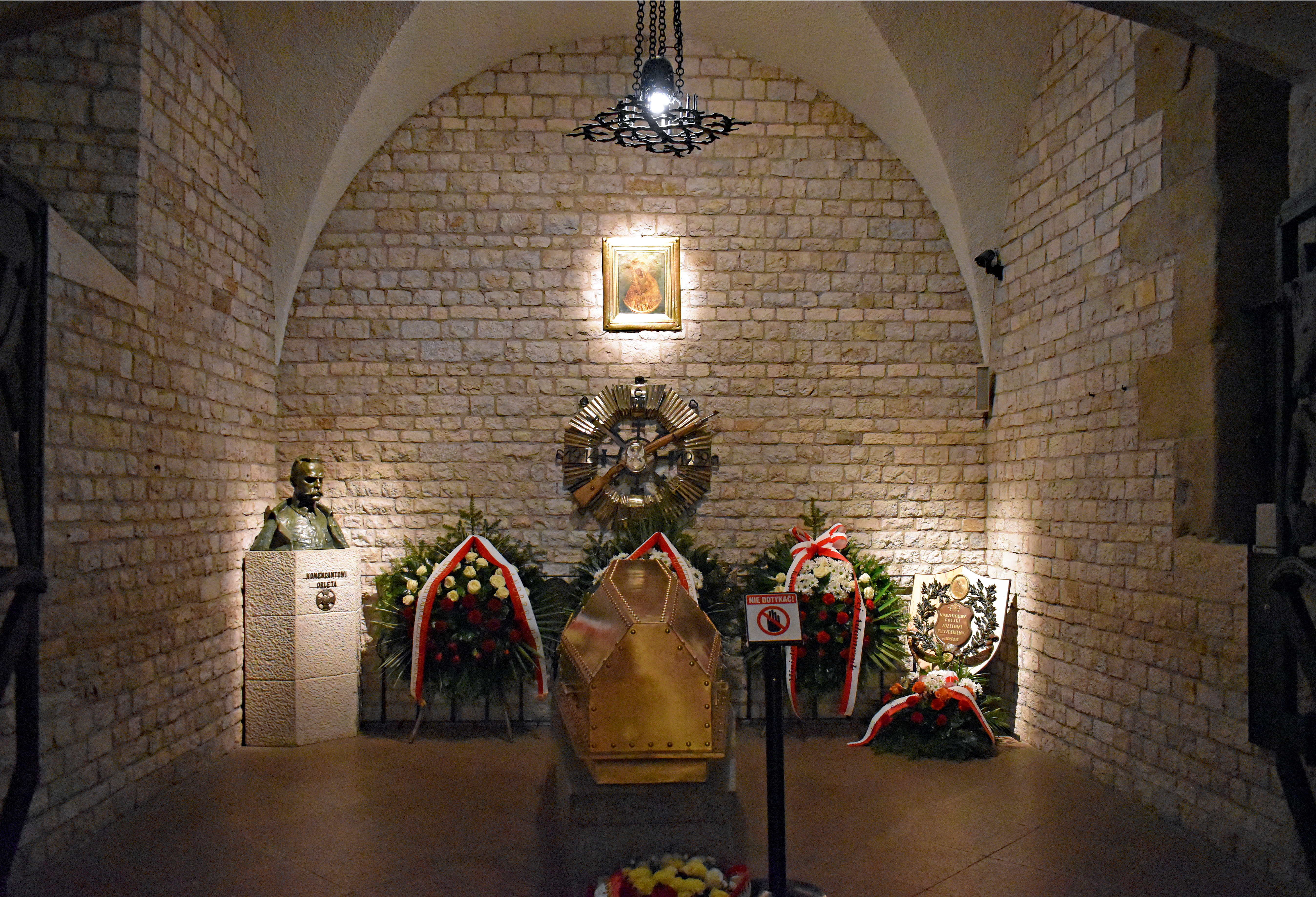
Groby Królewskie na Wawelu, trumna Piłsudskiego (2021)

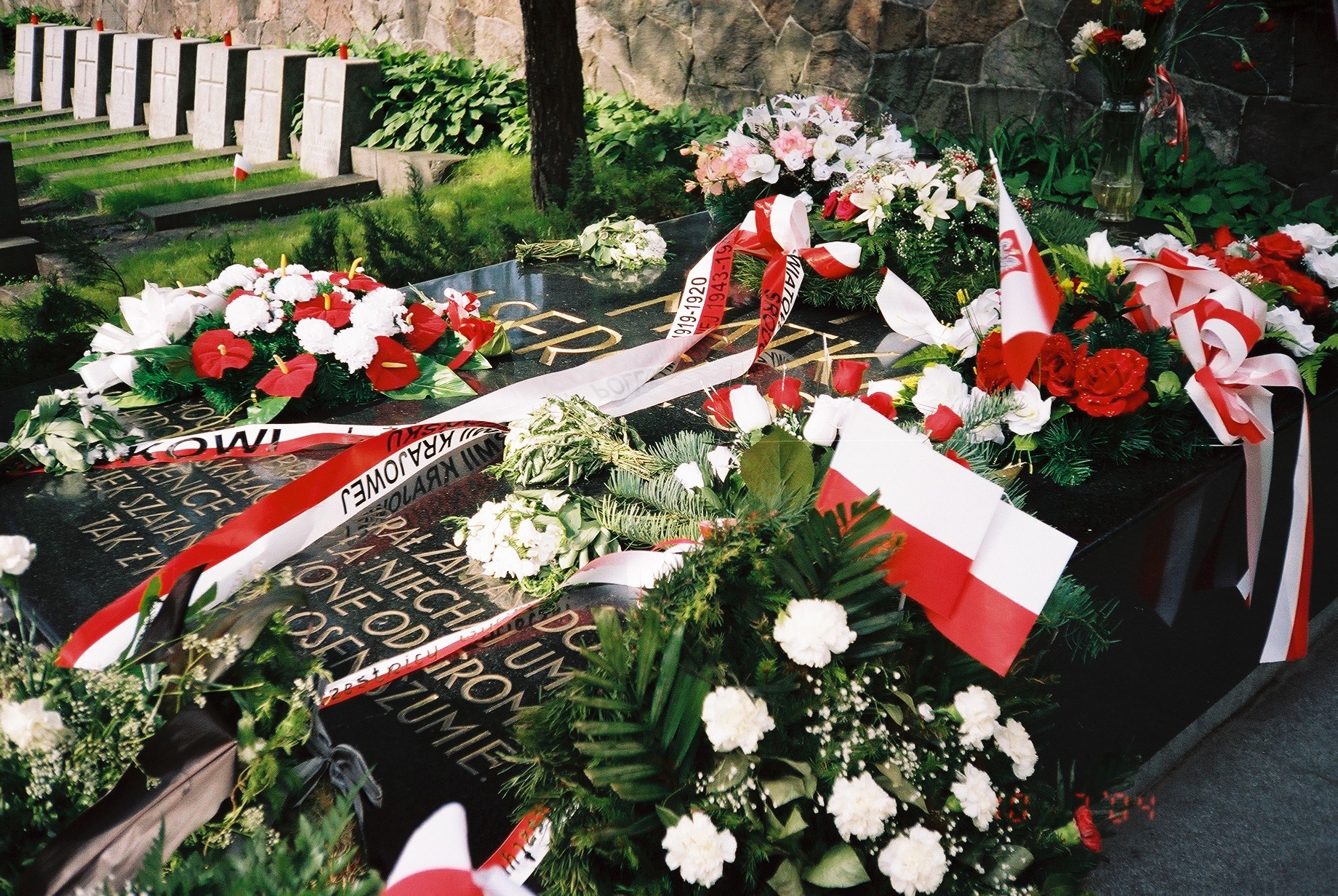
Cmentarz Na Rossie w Wilnie, mauzoleum Matka i Serce Syna (2004)

Manifestacją kultu Piłsudskiego, spotęgowanego jeszcze po jego śmierci, był pogrzeb marszałka. Uroczystości z nim związane trwały sześć dni. 13 i 14 maja 1935 trumna z ciałem Piłsudskiego wystawiona była w Belwederze, a obok niej stała kryształowa urna z sercem marszałka. 15 maja przewieziono ją na lawecie zaprzężonej w sześć koni do katedry św. Jana. Tam Piłsudskiego żegnały tłumy. Następnego dnia miała miejsce msza pontyfikalna celebrowana przez kardynała Aleksandra Kakowskiego. Nieco później kondukt z trumną przemaszerował na Pole Mokotowskie, gdzie odbyła się defilada wojskowa na cześć zmarłego (prowadził ją gen. Orlicz-Dreszer). Potem kilku generałów przeniosło trumnę na platformę kolejową stojącą na specjalnie w tym celu zbudowanym torze. Następnie kilkudziesięciu polskich generałów przeciągnęło platformę sznurami do stojącej w pobliżu lokomotywy. Skład wyruszył w podróż do Krakowa, która trwała całą noc, ponieważ pociąg jechał powoli, a trumna oświetlona była reflektorami. Na stacjach pojawiły się dziesiątki tysięcy ludzi. 18 maja do Krakowa zajechał najpierw pociąg pancerny „Pierwszy Marszałek”, którym przyjechali oficerowie i żołnierze w pełnym uzbrojeniu. Później, o godzinie 8:30 dotarł pociąg żałobny z trumną Piłsudskiego. Generałowie ponownie przenieśli ją na lawetę armatnią ciągniętą przez sześć czarnych koni. W pochodzie, który szedł za nią, brała udział rodzina marszałka, delegacja ziemi wileńskiej z urną zawierającą ziemię z grobu matki Piłsudskiego, prezydent Rzeczypospolitej, rząd, marszałkowie obu izb parlamentu, a także przedstawiciele dyplomatyczni w porządku alfabetycznym. W uroczystości uczestniczyły też poczty sztandarowe, przysłane przez wszystkie pułki Wojska Polskiego, a także rumuński 16 pułk piechoty (Piłsudski był jego honorowym dowódcą). W pochodzie niesiono odznaczenia marszałka, również te zagraniczne. Po nich szedł okryty kirem koń Piłsudskiego, a także weterani powstania styczniowego i 34 byłych żołnierzy Pierwszej Kompanii Kadrowej. Do konduktu dołączali także zwykli mieszkańcy Krakowa. Jego rozmiary ocenia się na 100 tys. ludzi, ciągnął się przez kilka kilometrów.
Kondukt ulicami Basztową, Dunajewskiego, Szczepańską dotarł o godzinie 10 na Rynek Główny, gdzie wówczas rozległ się hejnał mariacki. O 10.40 trumna z ciałem Piłsudskiego znalazła się w Kaplicy Zygmuntowskiej. Na jej przywitanie zabił dzwon Zygmunt, a prezydent Ignacy Mościcki wygłosił przemówienie, w którym stwierdził, że marszałek dał Polsce wolność, granice, moc i szacunek. Następnie trumnę wniesiono do wnętrza świątyni i ustawiono na wysokim katafalku. Mszę odprawił abp Adam Sapieha (egzekwie żałobne w obrządku greckokatolickim odprawił biskup przemyski Jozafat Kocyłowski), a następnie generałowie złożyli trumnę w krypcie św. Leonarda. Ponownie zadzwonił wówczas dzwon Zygmunt, a działa ustawione na wawelskim wzgórzu oddały 101 strzałów armatnich. W całym kraju zapanowała trzyminutowa cisza. Ogłoszona została żałoba narodowa.

W całym pogrzebie udział wzięło ok. 250 tys. osób. W krakowskim pochodzie uczestniczyli przedstawiciele 16 państw, niesiono w nim 60 wieńców, m.in. z Japonii, Chin, Abisynii, Meksyku i od kawalerów maltańskich. Porządek utrzymywało ok. 5 tys. żołnierzy, a cała uroczystość transmitowana była przez Polskie Radio. Ocenia się, że pogrzeb Piłsudskiego był prawdopodobnie największą tego typu uroczystością, jaka kiedykolwiek odbyła się w Polsce. Stanisław Mackiewicz pisał o atmosferze podczas pogrzebu marszałka: 

Piłsudski miał fanatycznych wielbicieli, którzy go kochali więcej niż własnych rodziców niż własne dzieci, ale było wielu ludzi, którzy go nienawidzili, miał całe warstwy ludności, całe dzielnice Polski przeciwko sobie, potężną nieufność do siebie. I oto nie znać było tego w dniu pogrzebu.

12 maja 1936, rok po pogrzebie w Krakowie, serce Piłsudskiego zostało uroczyście złożone do grobu jego matki na cmentarzu Na Rossie w Wilnie. Na czarnej granitowej płycie nagrobnej, zgodnie z wolą Piłsudskiego, wykuto cytaty z poematów Wacław (u góry) i Beniowski (u dołu) Juliusza Słowackiego:

u góry:
Ty wiesz, że dumni nieszczęściem nie mogą
Za innych śladem iść tą samą drogą.
u dołu:
Kto mogąc wybrać, wybrał zamiast domu
Gniazdo na skałach orła, niechaj umie
Spać, gdy źrenice czerwone od gromu
I słychać jęk szatanów w sosen szumie.
Tak żyłem.
między nimi:
Matka i Serce Syna.

Specyficznym przejawem kultu Piłsudskiego był fakt, iż z jego ciała wyjęto mózg, który stał się przedmiotem pieczołowitych badań medycznych. Krok taki podyktowany był przekonaniem ówczesnych neuroanatomów, że mózgi osób wybitnych wyróżniają się szczególnymi cechami. W 1938 została wydana monografia, opracowana pod redakcją prof. Maksymiliana Rosego w Polskim Instytucie Badań Mózgu w Wilnie, podsumowująca pierwszy etap prac neuroanatomicznych nad morfologią i cytoarchitektoniką marszałka.
23 czerwca 1937 metropolita Sapieha polecił przeniesienie trumny ze zwłokami Piłsudskiego do krypty pod wieżą Srebrnych Dzwonów. Piłsudski był osobą, która zmieniła wyznanie, aby poślubić Marię Juszkiewiczową; dla Kościoła nie bez znaczenia była również jego socjalistyczna przeszłość. Decyzja ta wywołała ostry konflikt pomiędzy metropolitą a rządem, nazywany konfliktem wawelskim. Gabinet Składkowskiego podał się nawet demonstracyjnie do dymisji (nie została ona przyjęta), ostatecznie jednak sprawę załagodzono, choć Sapieha decyzji nie zmienił.
Do końca II RP w rocznicę śmierci Marszałka była ogłaszana żałoba narodowa, w tym po raz ostatni w 1939 w czwartą rocznicę jego zgonu.

## II wojna światowa

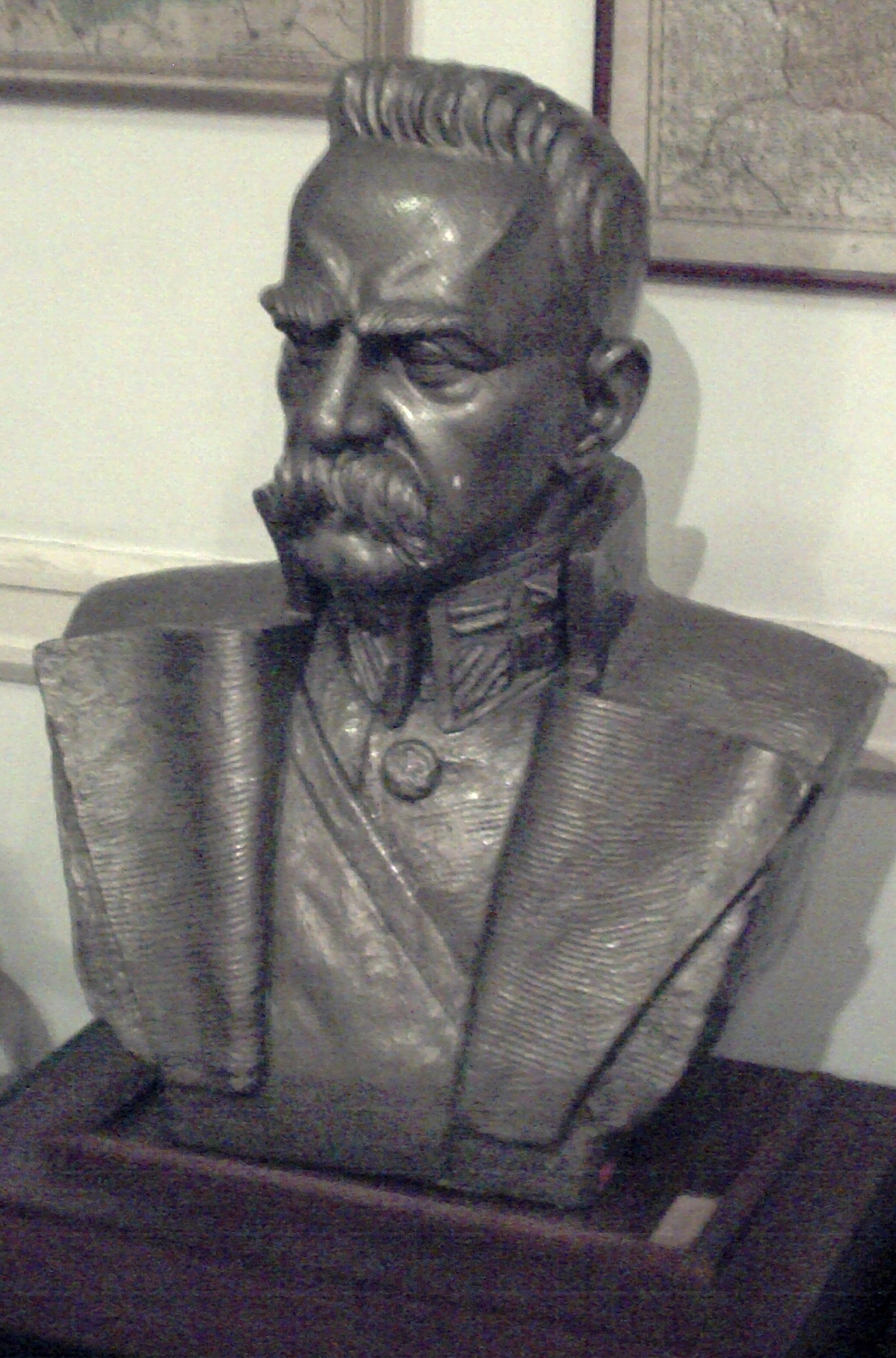
Popiersie w Instytucie Józefa Piłsudskiego w Londynie

U schyłku II Rzeczypospolitej budowano kult także wokół osoby domniemanego następcy Piłsudskiego, Edwarda Rydza-Śmigłego. Po agresji niemieckiej na Polskę i klęsce wrześniowej, kult marszałka stracił gwałtownie na znaczeniu. Winą za porażkę uznano obóz piłsudczykowski, który tuż przed wybuchem wojny kreślił propagandową wizję Polski mocarstwowej. W emigracyjnym rządzie Władysława Sikorskiego dominowały osoby prowadzące działalność opozycyjną względem sanacji. Kult Piłsudskiego był zwalczany. Anulowano np. rozkaz gen. Kazimierza Sosnkowskiego z 12 marca 1940, nakazujący odprawianie mszy żałobnych we wszystkich obozach stacjonowania żołnierzy polskich w dniu imienin marszałka. Środowisko piłsudczykowskie nie odegrało większej roli podczas II wojny światowej.
3 i 4 lipca 1943 w hotelu „Washington” w Nowym Jorku, podczas drugiego Walnego Zgromadzenia Komitetu Narodowego Amerykanów Polskiego Pochodzenia (KNAPP) powołano do życia Instytut Józefa Piłsudskiego w Ameryce (pełna nazwa: Instytut Józefa Piłsudskiego w Ameryce Poświęcony Badaniom Najnowszej Historii Polski). Wyłoniono ośmioosobowy komitet organizacyjny, w skład którego wchodzili między innymi trzej wybitni współpracownicy marszałka Piłsudskiego w okresie międzywojennym: Wacław Jędrzejewicz – były minister oświaty, Henryk Floyar-Rajchman – były minister przemysłu i handlu, Ignacy Matuszewski – były minister skarbu oraz działacze polonijni, wśród nich Franciszek Januszewski (wydawca „Dziennika Polskiego” z Detroit), Maksymilian Węgrzynek (wydawca wychodzącego w Nowym Jorku dziennika „Nowy Świat”), Lucjusz Kupferwasser i W. Skubikowski z Chicago.

## Okres Polski Ludowej
Przerwana w 1939 działalność Instytutu Józefa Piłsudskiego Poświęconego Badaniu Najnowszej Historii Polski w Warszawie podjęta została po wojnie na emigracji niepodległościowej także w Wielkiej Brytanii. W marcu 1947 powołano do życia Instytut Józefa Piłsudskiego w Londynie. Inicjatorami jego odtworzenia byli: Władysław Bortnowski, Tytus Filipowicz, Kazimierz Iranek-Osmecki, Tadeusz Műnnich, Aleksandra Piłsudska, Wacław Stachiewicz, Tadeusz Schaetzel i inni. Pomimo tego, środowisko piłsudczykowskie było wewnętrznie podzielone i rozbite. Wydawało się, że sytuacja taka oznacza koniec kultu Piłsudskiego. Zmieniło się to po rozpoczęciu ostrych kampanii antysanacyjnych, przeprowadzanych przez władze komunistyczne przede wszystkim w latach 50. XX wieku. Obiektem ataków stał się sam Piłsudski, jak również jego obóz polityczny, nazywany pogardliwie piłsudczyzną. Porównywano także ideologię sanacji do faszyzmu, a polsko-niemiecką deklarację o niestosowaniu przemocy z 1934 nazywano Paktem Piłsudski-Hitler. Narracja ta nie zyskała jednak większej popularności. Z czasem komunistyczne władze zdały sobie sprawę, że prowadzona przez nie propaganda antypiłsudczykowska przynosi efekt odwrotny do zamierzonego – im proces wymazywania pamięci o Piłsudskim jest silniejszy, tym bardziej społeczeństwo czuje się do niego przywiązane. W rezultacie w późniejszych latach zrezygnowano z personalnych ataków wymierzonych w postać Józefa Piłsudskiego, a w 1967, kiedy to przypadała setna rocznica urodzin marszałka, o Piłsudskim pisać po prostu zakazano. Jego nazwisko zostało wówczas objęte zapisem cenzury. O Piłsudskim – obojętnie, czy dobrze czy źle – pisać po prostu nie było wolno. W ocenie Piotra Okulewicza:

Prowadzona przez władze propaganda antypiłsudczykowska nie przyniosła jednak spodziewanych efektów. Wydaje się, że na taki stan rzeczy wpływ miały dwa czynniki. Po pierwsze, większa część społeczeństwa nie akceptowała nowych realiów politycznych powstałych po drugiej wojnie światowej na terenie Polski, a sprawujący w Polsce władzę komuniści byli postrzegani jako realizatorzy interesów politycznych potężnego wschodniego sąsiada. Po drugie, na przestrzeni czterdziestu lat nowej władzy nie udało się wprowadzić zasad głośno deklarowanej „sprawiedliwości społecznej”, a regularne kryzysy pogłębiały przepaść między ogółem społeczeństwa a władzą. Stąd większość przedsięwzięć propagandowych nie mogła zakończyć się sukcesem. Popularność Marszałka Piłsudskiego z upływem lat była coraz większa, choć należy podkreślić, że pamięć o nim – z małymi wyjątkami – nie przybierała cech kultu jego osoby. Wydaje się, że Piłsudski raczej wywoływał zainteresowanie społeczne jako obiekt ataków propagandy komunistycznej. W oczach przeciętnego Polaka Marszałek był tym, który całe życie uważał Rosjan za największych wrogów Polski i pobił bolszewików w bitwie pod Warszawą w sierpniu 1920 r. Minimalizowano jednocześnie znaczenie informacji o tym, że łamiąc konstytucję Piłsudski przejął władzę przy pomocy zamachu stanu, czy też fakt, że kazał aresztować przywódców opozycji w 1930 r. W społeczeństwie, które nie dowierzało propagandzie, pojawiła się tendencja do idealizowania przedwojennej historii Polski, a wraz z nią postaci Piłsudskiego.

Pod koniec lat 70. prasa podziemna rozpoczęła drukowanie pozycji poświęconych historii II Rzeczypospolitej, w tym także poświęconych Piłsudskiemu. Organizacje niepodległościowe zaczęły organizować wieczornice i akademie z okazji rocznic z życia marszałka, a coraz większą popularnością cieszyły się pamiątki z nim związane, takie jak popiersia czy orzełki legionowe. Spośród organizacji opozycyjnych powstających w PRL w tym czasie do tradycji piłsudczykowskiej nawiązywał przede wszystkim Leszek Moczulski i Konfederacja Polski Niepodległej, głosząc etos niepodległościowy (filozofię czynu) i traktując działalność na rzecz niepodległości jako zobowiązanie moralne. 
W latach 80. zauważalna stała się zmiana stosunku władz do osoby Piłsudskiego, przejawiająca się m.in. oficjalnym publikowaniem poświęconych mu pozycji książkowych (m.in. biografia autorstwa Andrzeja Garlickiego), w których zaczęto go przedstawiać jako bohatera, który odegrał ważną rolę w odzyskaniu niepodległości Polski, ale w sposób zmanipulowany i dostosowany do komunistycznej ideologii. Od czasu stanu wojennego w Polsce w latach 1981-1983, gen. Wojciech Jaruzelski stopniowo próbował nawiązywać do dziedzictwa marszałka oraz akcentowanej przez niego idei państwa jako wartości najwyższej. Jako przykład można tu wymienić m.in. włączenie w 1988 do planu obchodów ogólnopaństwowych dożynek, na których gościem był Jaruzelski, chóralnego wykonania „Pierwszej Brygady”. W schyłkowym okresie PRL pozwalano także na legalne obchodzenie 11 listopada jako Święta Niepodległości, którego obchody organizował podporządkowany władzom Patriotyczny Ruch Odrodzenia Narodowego. Przez całe lata 80. finansowano dość drogie produkcje filmowe, które w swym wydźwięku raczej ocieplały wizerunek Polski międzywojennej, takie jak m.in.: „Lata dwudzieste... lata trzydzieste...”, „Znachor”, „Vabank” i „Vabank II, czyli riposta”. Zdecydowanie bardziej krytyczny, ale w pewnym sensie również wpisujący się w ten kanon, był film pt. „Zamach stanu”, poświęcony przewrotowi majowemu oraz procesowi brzeskiemu.

## III Rzeczpospolita

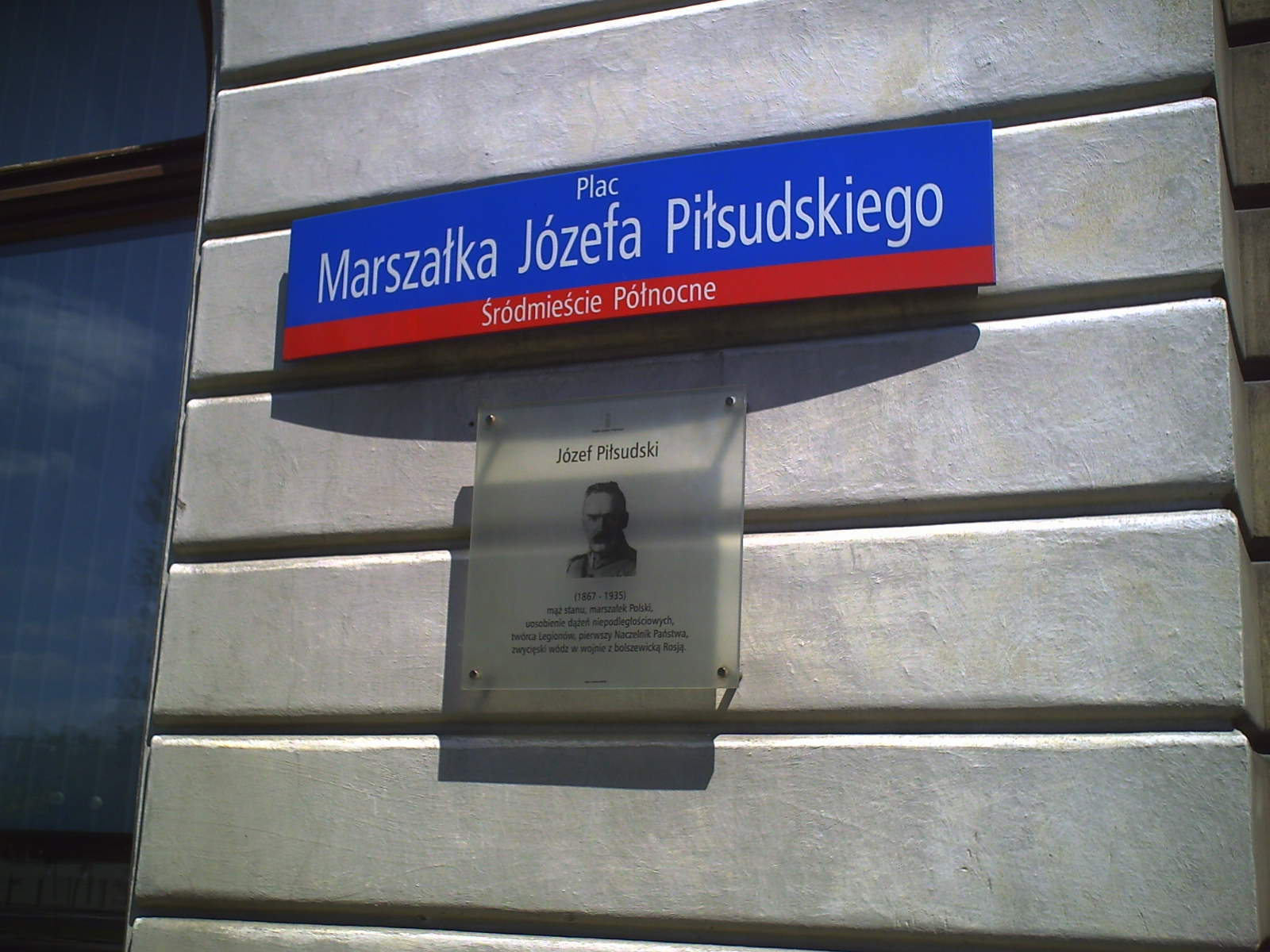
Tablica na placu marsz. Józefa Piłsudskiego w Warszawie. Nazwę tę nosił on w latach 1928–1940 i od 1990

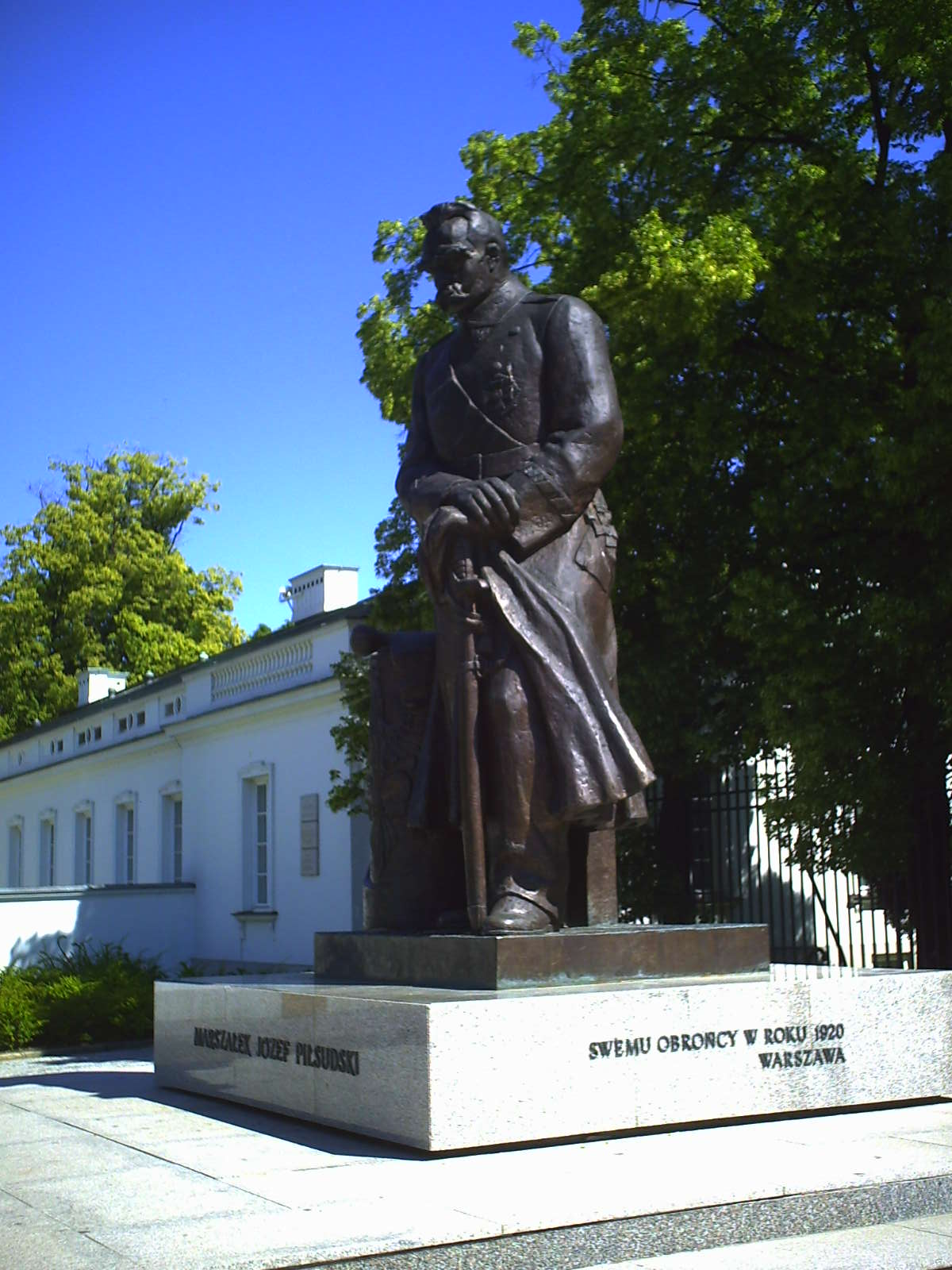
Pomnik przed Belwederem w Warszawie

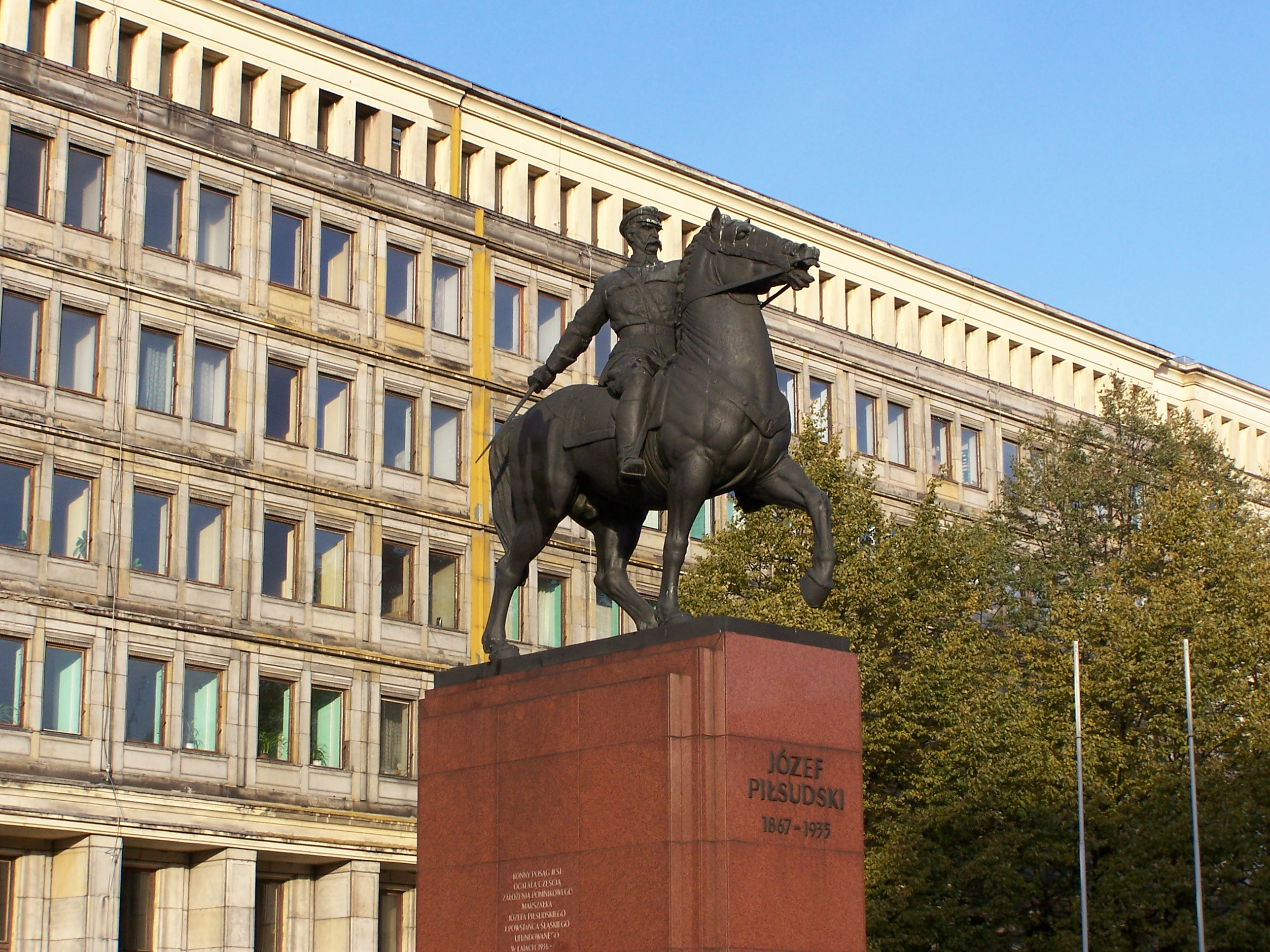
Pomnik w Katowicach

Po transformacji ustrojowej w Polsce w 1989 roku Piłsudski „po wielu latach niebytu powrócił jako jeden z najważniejszych symboli niepodległości” do szerokiego dyskursu, co dało możliwość odrodzenia się jego legendy i mitu. Większość osób sprawujących funkcje w życiu publicznym III RP określiła go za jedną z najwybitniejszych postaci w historii Polski. Piłsudski stał się patronem szeregu ulic, placów i szkół. Powstało również kilkanaście jego pomników.

Zajmujący się tematyką pomników dr Kazimierz S. Ożóg zwraca uwagę na fakt, że po upadku systemu komunistycznego w Polsce stawia się tutaj pomniki niemal wyłącznie dwóm osobom – Józefowi Piłsudskiemu i Janowi Pawłowi II. 

O ile pierwsza postać weszła do panteonu narodowego jeszcze przed wojną, o tyle polski Papież bohaterem narodowym i znakiem rozpoznawczym Polski stał się dopiero w ostatniej dekadzie istnienia PRL-u. Pomniki Marszałka były jednako niszczone przez nazistów, jak i komunistów. Przez dziesięciolecia jego portret na ścianie czy popiersie na szafce było w wielu polskich domach wyznacznikiem patriotyzmu. W chwili, w której było to już możliwe, w wielu miejscowościach podjęto wysiłek wzniesienia, bądź zrekonstruowania istniejącego niegdyś monumentu „Dziadka”. Stary – nowy pomnik stanął np. w Kraśniku Lubelskim, zawiera on w swojej strukturze fragment przedwojennego cokołu. W Lublinie do wzniesienia konnej statuy wykorzystano przedwojenny projekt, nieznacznie zmodyfikowany. Mniej lub bardziej udane pomniki twórcy Legionów (jak również monumenty upamiętniające same Legiony) stanęły po raz pierwszy lub ponownie zarówno w dużych miastach (Warszawa, Toruń), jak i małych wsiach.

Opinię Ożoga potwierdzają badania sondażowe. 12 maja 2005 roku telewizja TVN za pośrednictwem PBS przeprowadziła na 500-osobowej próbie reprezentatywnej dorosłych Polaków badania opinii publicznej, mający pokazać rolę marszałka w historii Polski. Na pytanie „Kto był największym Polakiem XX wieku?” aż 78,5% oddało głos na Jana Pawła II. Józef Piłsudski otrzymał 5% głosów. Znamienne były odpowiedzi na pytanie „Czy pojawienie się obecnie w polskiej polityce postaci takiej jak marszałek Józef Piłsudski byłoby dobre, czy też niedobre dla Polski?” 28,1% respondentów odpowiedziało „zdecydowanie dobre”, a 35,4% – „raczej dobre”. Zdecydowana większość ankietowanych stwierdziła także, że nie ma obecnie żadnego polityka, którego można by porównać do Józefa Piłsudskiego. Podobne były wyniki sondażu GfK Polonia przeprowadzonego w listopadzie 2008 r. na zlecenie „Rzeczpospolitej”. Według tego badania, 50% Polaków uznaje, że Jan Paweł II najbardziej przyczynił się do podtrzymywania tradycji niepodległościowych. Drugi jest marszałek Piłsudski – wskazało go 25% ankietowanych.
Według dr Piotra Okulewicza z Instytutu Historii Uniwersytetu im. Adama Mickiewicza w Poznaniu po 1989 na stopień zainteresowania postacią Piłsudskiego nie miały już większego wpływu dawne, sięgające korzeniami okresu międzywojennego podziały i sympatie polityczne. Jako przykład podaje sytuację w Poznaniu, mieście w którym tradycyjnie popularnością cieszyła się endecja, opozycyjna wobec Piłsudskiego. Tymczasem w wieżę zamkową znajdującą się w centrum miasta wmurowano tablicę pamiątkową poświęconą marszałkowi. Zawiązał się także komitet budowy jego pomnika, a imię Piłsudskiego nadano jednej z głównych ulic Nowego Miasta. Tymczasem, dla porównania, Roman Dmowski został patronem tylko ulicy na Górczynie. Nie zgadza się z nim dr Marek Rezler, który zauważa w Wielkopolsce nadal silną wrogość wobec osoby Piłsudskiego. Warto również zauważyć, że – wbrew temu co twierdzi Okulewicz – ulica Dmowskiego znajduje się w starszej części miasta i biegnie zarówno przez Łazarz, jak i Górczyn, zaś ul. Piłsudskiego, to jedna z większych, lecz nie główna arteria w peryferyjnej dzielnicy. Co więcej, w 1935 roku, w okresie komisarycznego zarządu sanacyjnego w mieście, aleją Marszałka Piłsudskiego nazwano fragment jednej z głównych i najbardziej reprezentacyjnych ulic – Święty Marcin. Po 1989, gdy zmieniano ponownie nazwę tego traktu, nazywanego po 1945, ul. Czerwonej Armii, powrócono do nazwy przedsanacyjnej.
Obecnie imię Józefa Piłsudskiego noszą 23 szkoły w całej Polsce.

12 maja 1995 r. Sejm wydał oświadczenie w sprawie uczczenia 60. rocznicy śmierci Józefa Piłsudskiego. W dokumencie zapisano m.in.: 

Józef Piłsudski pozostaje w pamięci narodu jako twórca niepodległości i zwycięski wódz odpierający obcy najazd zagrażający całej Europie i jej cywilizacji. Józef Piłsudski dobrze zasłużył się Ojczyźnie i wszedł na trwałe do naszej historii.

Sejm Rzeczypospolitej Polskiej ustanowił rok 2017 m.in. Rokiem Marszałka Józefa Piłsudskiego. Wizerunek Piłsudskiego znajduje się na 3. stronie polskich paszportów wydawanych od 5 listopada 2018 roku.

### Za granicą
W 2014 r. odsłonięto pomnik Józefa Piłsudskiego w Kiszyniowie. Jego autorem jest mołdawski rzeźbiarz Wiaczesław Żyglicki.